# Фарерские острова
Фаре́рские острова́, Фаре́ры (фар. Føroyar [Фёройар] «Овечьи острова»; дат. Færøerne, норв. Færøyene, др. исл. Færeyjar [Фэрёяр]) — автономная область и группа островов в северной части Атлантического океана между Шотландией (Шетландскими островами) и Исландией.
Столица — Торсхавн. Основное население островов — фарерцы — говорит на фарерском языке; в качестве второго языка распространён датский.
Регион и острова входят в состав Датского королевства, но с 1948 года самостоятельно решают отдельные внешние и внутренние государственные вопросы; имеют шесть министров (торговля и промышленность, финансы, рыболовство, культура и образование, социальные и медицинские услуги и внутренние дела), а также право заключения торговых соглашений. Датское правительство ответственно за внешнюю, оборонную и конституционную политику островов. Представитель Дании на Фарерских островах — королевский администратор (или «верховный комиссар», фар. Ríkisumboðsmaur, дат. rigsombudsmand), в настоящее время — Дэн М. Кнудсен.

## Этимология
Название островов происходит от кельтского слова fearann («земля»).
С XV века острова находятся под контролем Дании и название переосмысливается в Fareyjar («овечьи острова» на датском).

## Географические данные

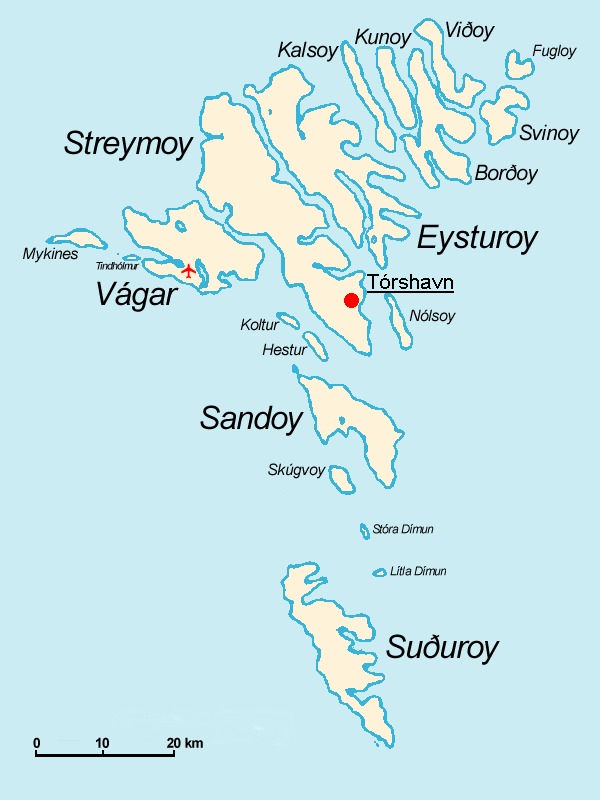
Фарерские острова

Столицей и главным портом островов является город Торсхавн (население — примерно 20 885 жителей в 2017 году), расположенный на юго-восточном побережье острова Стреймой. Второй по величине населённый пункт Фарерских островов — Клаксвуйк (4773 человека).
Архипелаг Фарерских островов состоит из 18 островов, 17 из которых обитаемы. Основные острова: Стреймой, Эстурой, Судурой, Воар, Сандой, Бордой. Крупнейший остров — Стреймой (373,5 км²). Общая площадь всех островов — 1395,74 км².
Расстояние до Исландии — 450 км, до Норвегии — 675 км, до Копенгагена — 1117 км. Экономическая морская зона составляет 200 морских миль от береговой линии Фарерских островов.
Самой высокой точкой островов является пик Слаттаратиндур на острове Эстурой — высотой 882 м над уровнем моря. Фарерские острова испещрены многочисленными фьордами и имеют изрезанную береговую линию. Острова, в большинстве своём, ввиду постоянных сильных ветров безлесные, хотя имеются посадки крепких хвойных пород, клёна и горного ясеня.

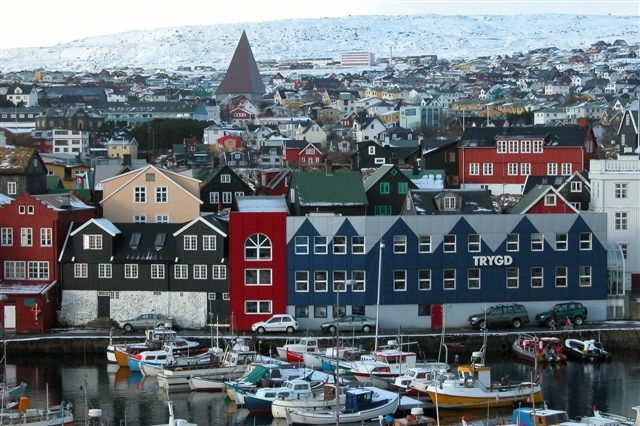
Столица Фарерских островов г. Торсхавн

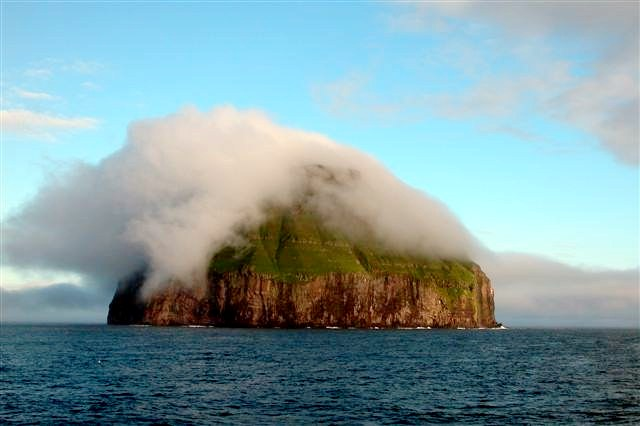
Необитаемый остров Луйтла-Дуймун («Малый Димун»)

### Геологическое строение
Фареры сформировались в результате базальтовых извержений (лавы и туфы) на морском дне в кайнозойскую эру. Группа представляет собой скалистые острова, вершины подводного рифтового хребта центральной Атлантики. Высота островов — до 882 м.
Скалы Фарер сложены базальтовыми структурами.
Рельеф островов характеризуется высокими откосами и плато, разделёнными глубокими ущельями.
Берега островов — крутые, обрывистые, с многочисленными фьордами. На Фарерах наблюдаются геологические формы ледникового рельефа (морены, троги, каровые озёра).

### Острова, входящие в Фарерский архипелаг

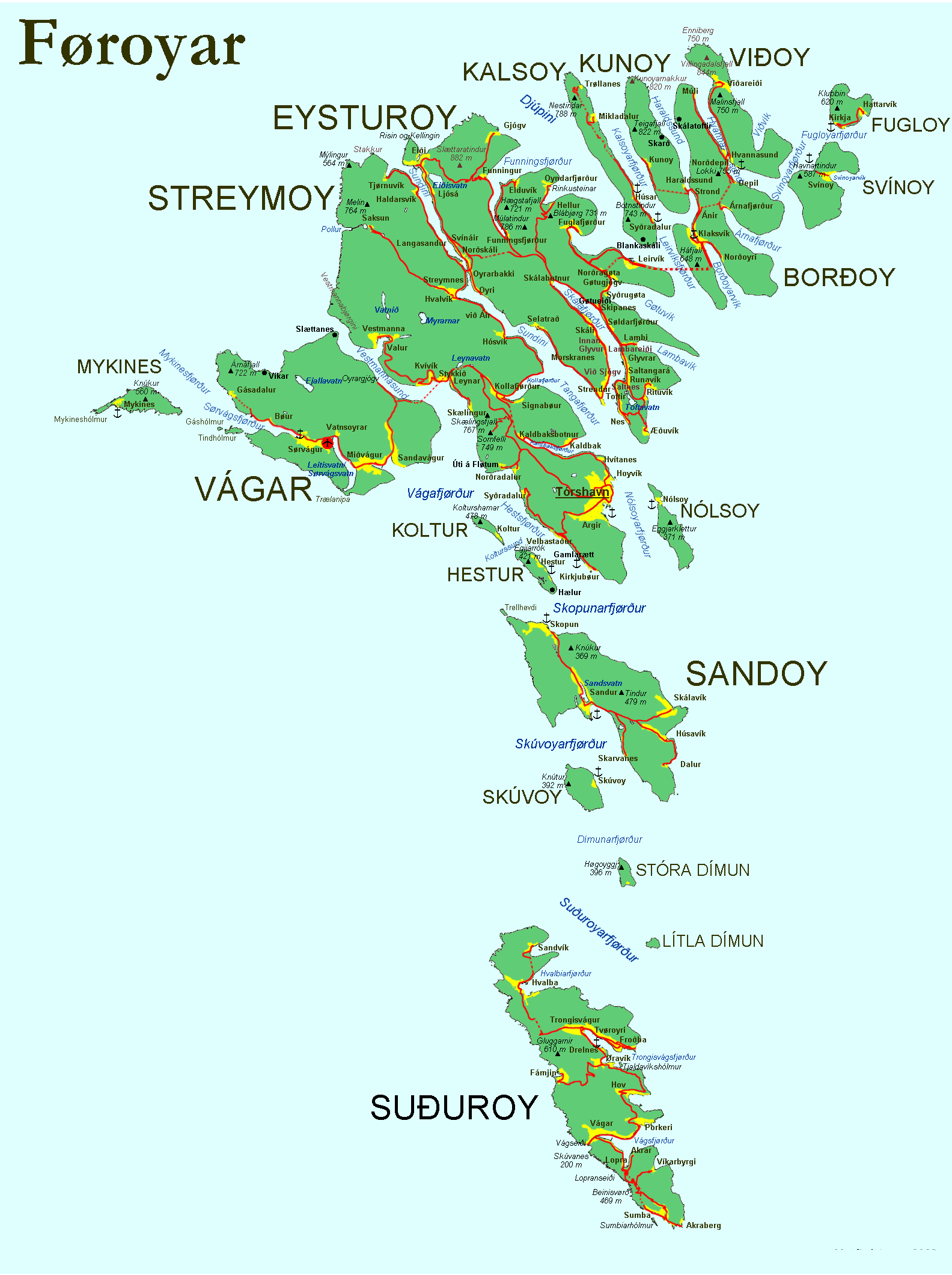
Карта островов Фарерского архипелага

Фарерский архипелаг включает в себя 18 крупных островов и множество мелких островков и скал:
- Борой (Borðoy) — самый крупный из группы т. н. северных островов. Площадь — 95 км². Остров достаточно густо населён, население составляет 5548 человек. Здесь расположен город Клаксвуйк (второй по величине на Фарерских островах) с населением около 5000 человек. Помимо Клаксвуйка, на острове расположены ещё семь поселений: Норойри, Анир[англ.], Отнафьордур[англ.], Мули[англ.], Нортофтир[англ.], Депил[англ.] и Нордепил[англ.]. Остров соединён тоннелем длиной 6,2 километра с островом Эстурой.
- Вийой (Viðoy) — один из крупнейших островов северной группы. Остров имеет площадь 41 км², население — 599 человек.
- Воар (Vágar): площадь — 176 км², население — 3397 человек. На острове расположен международный аэропорт, связывающий Фареры с внешним миром. С островом Стреймой, на котором находится столица Фарер, остров соединяет 5-км туннель, проложенный под дном пролива.
- Кальсой (Kalsoy) — остров, относящийся к группе северных островов, имеющий площадь в 30,9 км² и населённый 90 жителями[9].
- Кольтур (Koltur): площадь — 2,3 км², проживал всего 1 житель (на 2024 год — 0 жителей)[10].
- Куной (Kunoy) — один из островов северной группы, имеющий площадь около 35,5 км² и населённый 156 жителями.
- Луйтла-Дуймун (Lítla Dímun) — единственный необитаемый из 18 основных островов Фарерского архипелага. Остров имеет площадь около 1 км².
- Мичинес (Mykines) — остров, имеющий площадь в 10,3 км² и населённый 13 жителями.
- Нёльсой (Nólsoy) — остров площадью 10,3 км², населённый 220 жителями.
- Сандой (Sandoy) — крупный остров Фарерского архипелага. Имеет площадь в 112,1 км² и население в 1256 жителей.
- Свуйной (Svínoy) — один из островов Северной группы. Площадь — около 27,1 км², население — 31 житель.
- Скувой (Skúvoy): площадь — 10 км², население — 26 человек.
- Стоура-Дуймун (Stóra Dímun): площадь — 2,5 км², население — 5 человек.
- Стреймой (фар. Streymoy) — самый населённый остров Фарерского архипелага, имеющий площадь 373,5 км² и 25 870 жителей (почти половина населения Фарерских островов). На острове расположены крупные населённые пункты — столица г. Торсхавн и посёлок Вестманна.
- Сувурой (фар. Suðuroy) — остров площадью в 163,7 км². На острове постоянно проживает 4567 человек.
- Фуглой (Fugloy) — один из северных островов архипелага. Площадь острова составляет всего 11,2 км. Его населяет 42 человека.
- Хестур (Hestur): площадь — 6,1 км², число жителей — 15.
- Эстурой (фар. Eysturoy) — второй по величине остров архипелага. Остров, площадь которого составляет 286,3 км², населяет 12511 жителей. Наиболее важные населённые пункты — город Фуглафьордур на севере и коммуны Рунавик и Нес на юге острова. Связан автомобильным мостом с островом Стреймой.

### Климат

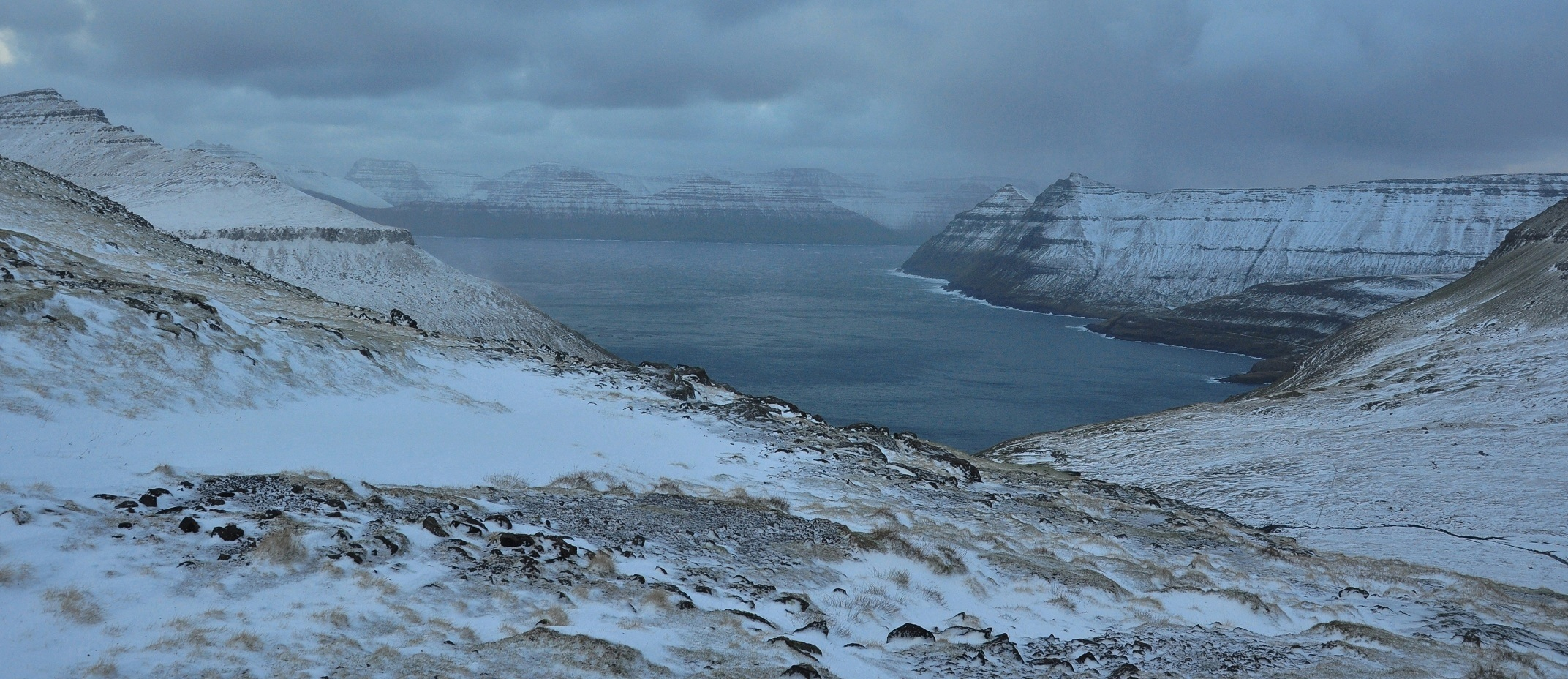
Снег на Фарерах в октябре

Климат Фарерских островов — умеренный морской, с тёплой зимой и прохладным влажным летом. Самый холодный месяц — январь, температура — от 0 °С до +4 °С; самый тёплый месяц — июль, температура — от +11 °C до +17 °C. Годовое количество осадков — 1600—2000 мм; осадки (в основном, в виде дождей) идут приблизительно 280 дней в году, бо́льшая их часть выпадает с сентября по январь, часты туманы.
Благодаря продолжению тропического морского течения Гольфстрим-Северо-Атлантического течения и западного переноса вода вокруг островов круглый год имеет температуру около +10 °С, что смягчает климатические условия и обеспечивает безупречные условия для жизни рыбы и планктона.

### Флора и фауна

#### Растительный мир

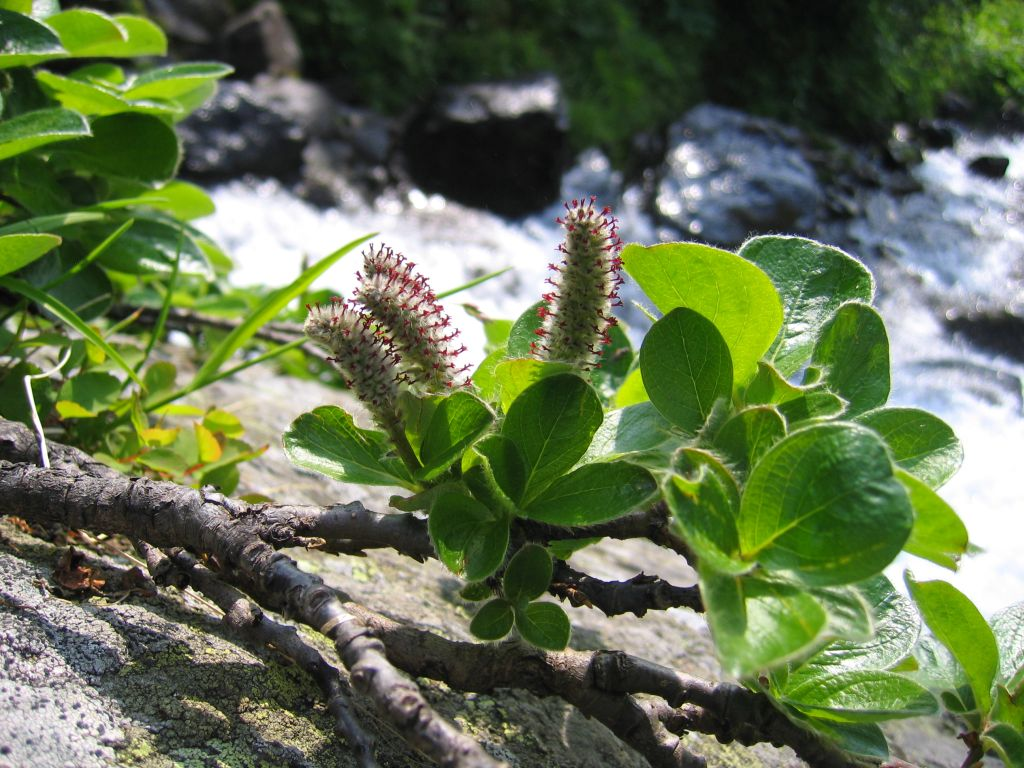
Ива арктическая (Salix arctica)

Острова, в большинстве своём, ввиду постоянных сильных ветров безлесные, хотя иногда встречаются хвойные породы, клён, горный ясень. Распространены мхи и лишайники.
Растительность, в основном, представлена лугами, торфяниками и вересковыми пустошами.
На Фарерских островах климат схож с климатом юга Южной Америки (Патагония, Огненная Земля), оттуда были интродуцированы несколько видов нотофагуса (антарктический, берёзовый) и майтенус магелланский.

#### Животный мир

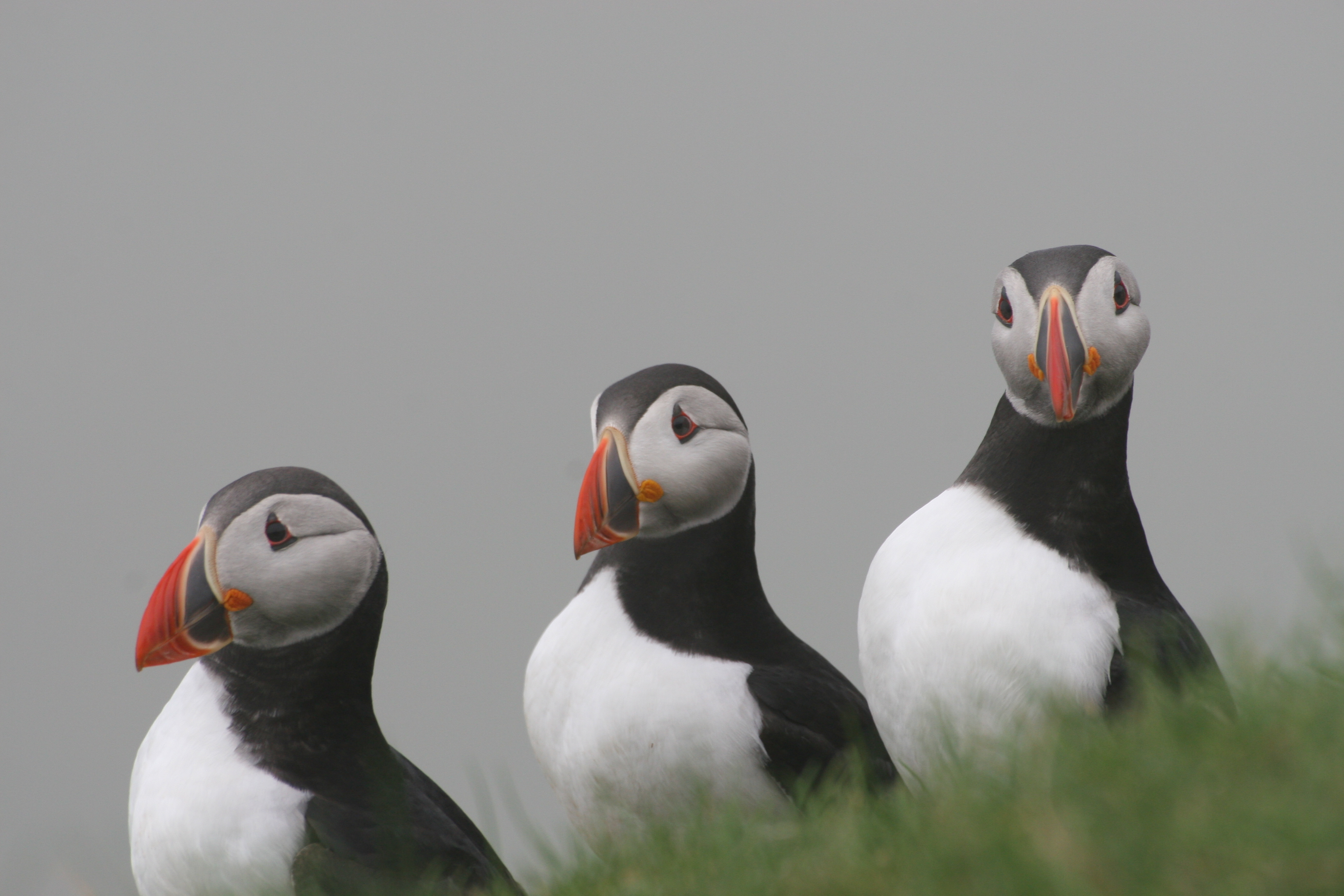
Тупики в изобилии гнездятся на островах

Животный мир Фарерских островов достаточно разнообразен. В первую очередь, интерес представляют колонии арктических птиц и богатые рыбой (сельдь, палтус, треска) и морским зверем воды, омывающие Фарерские острова. Также на острове обитает фарерская порода овец.
На фарерских скалах расселяются колонии кайр и есть лежбища гренландских тюленей.

## История

### Древняя история
Появление на островах домашнего скота и, соответственно, человека, по мнению учёных, произошло около 500 года нашей эры. Кроме того, существуют спорные сведения, что в конце VII — начале VIII века нашей эры на островах могли оказаться ирландские монахи.
В период между 700 и 800 годами на острове поселились выходцы из Шотландии, но покинули острова в начале IX века, когда походы викингов достигли Фарерских островов.
Начиная с IX века Фарерские острова стали связующим звеном в системе транспортных коммуникаций между Скандинавией и колониями викингов, которые размещались на территории Исландии, Гренландии и, в течение непродолжительного времени, Северной Америки.

### Фареры — между Данией и Норвегией
Фарерские острова входили в состав Норвегии до конца XIV века, после чего островами Норвегия владела вместе с Данией, которая в 1814 году стала единоличным владельцем островов. Жители островов имеют скандинавские корни, а фарерский язык является потомком старонорвежского языка.

### Фарерские острова во Второй мировой войне. Британская оккупация островов

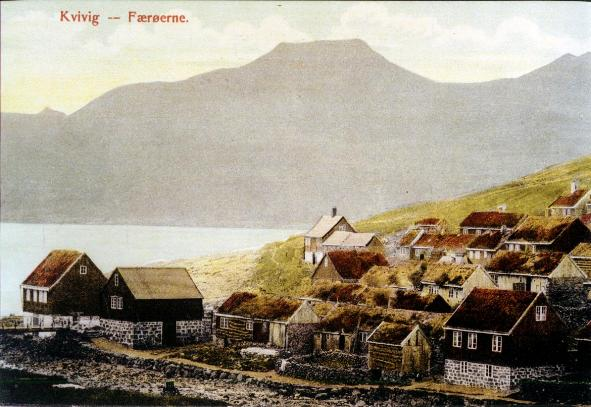
Поселение на Фарерах в в начале XX века

Стратегическое положение Фарерских островов в Северной Атлантике побудило премьер-министра Великобритании Уинстона Черчилля 11 апреля 1940 г. принять решение о размещении крейсера в порту Торсхавн. Острова перешли под военное управление Великобритании в апреле 1940 г., во время Второй мировой войны, вслед за вторжением немецких войск на территорию Дании. Лёгтинг получил законодательные полномочия. Был официально признан флаг Фарерских островов. В 1943 г. был избран депутат в Фолькетинг Дании, однако приступить к исполнению своих обязанностей он смог лишь в 1945 году. Британская оккупация островов закончилась в сентябре 1945 года. В оккупации участвовало более 8000 британских солдат.

### Послевоенная история
В сентябре 1946 года, в результате проведения плебисцита среди населения и голосования, парламент Фарерских островов объявил о выходе островов из состава Дании. Это решение было ратифицировано парламентом, который проголосовал 12 голосами «за» и 11 голосами «против». Датское правительство объявило результаты плебисцита недействительными и временно приостановило работу фарерского парламента. Перевыборы в парламент выявили небольшой перевес партий, выступавших за невыход из состава Дании, и парламентская делегация была приглашена в Копенгаген для дальнейших переговоров. 1 апреля 1948 года было достигнуто соглашение, по которому Фарерские острова получили ограниченный суверенитет — согласно принятому в том же году Закону № 137 о самоуправлении, предусмотрено, что «на Фарерских островах располагается самоуправляющаяся община внутри Датского государства», внешняя политика островов при этом оставалась в ведении датского правительства. Фарерской автономии предоставлено право формировать свои органы управления. Представительным органом является Лёгтинг. Два представителя островов постоянно работают в датском парламенте.
С 1984 года Фареры объявлены зоной, свободной от ядерного оружия, но на островах расположены военно-морская база Дании и радиолокационный комплекс НАТО.

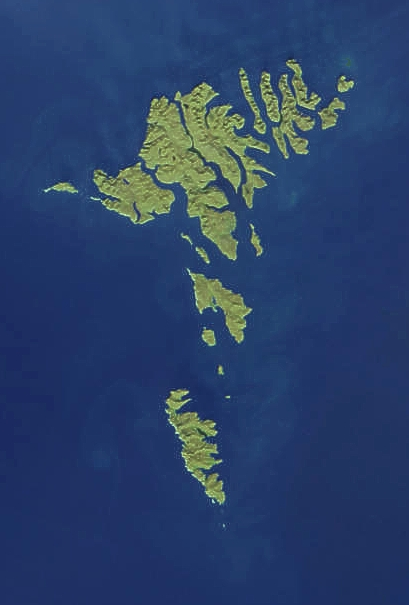
Снимок из космоса

## Достопримечательности

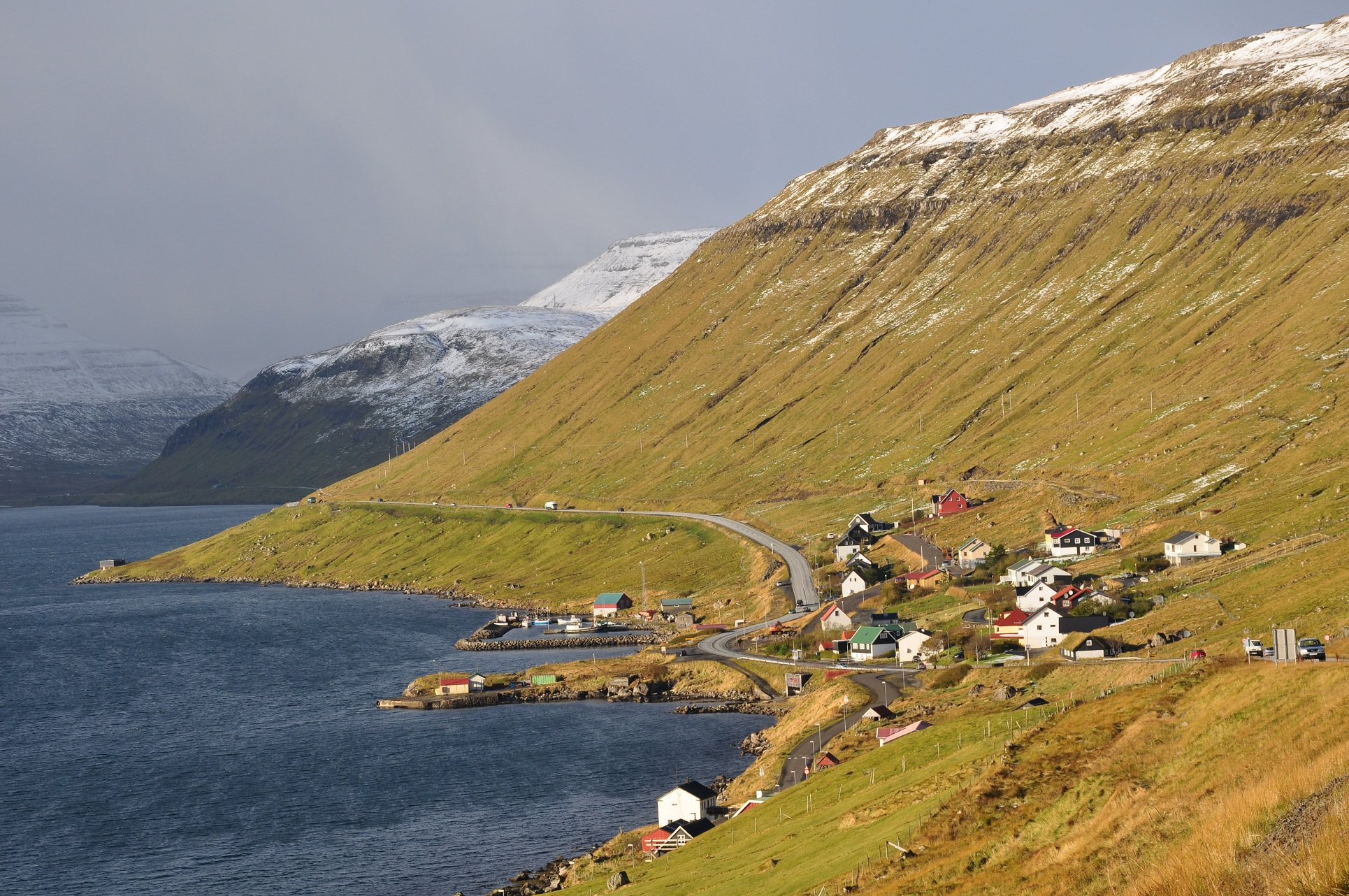
Поселение на берегу одного из островов

Остров Фуглой («Остров птиц») заслужил своё имя за многомиллионные колонии морских птиц на его величественных утёсах (450-метровые утёсы в Эйстфелли и 620-метровые утёсы в Клуббин). Утёсы в Клуббин спускаются от подобного плато живописного горного хребта, который весь покрыт арктической растительностью.
Остров Калсой — наиболее гористый среди Фарерских островов. Западное побережье состоит почти целиком из крутых утёсов. Четыре маленьких поселения на восточном берегу — Сирадалюр, Хюсар, Микладалюр и Трётланэс — связаны между собой целой системой тоннелей. За характерное для него множество подземных галерей и пещер остров получил своё прозвище — «Флют» («флейта»). У маяка Катлур на северной оконечности острова расположена естественная морская арка и живописные утёсы.
Трётльконуфингур («Палец женщины-тролля») — красивая морская скала к северу от поселения Скарванес.
Остров Сандой — наименее гористый из островов Фарерского архипелага. На острове находятся песчаные дюны. На террасах выше п. Скопун лежат два красивых озера — Нороара-Халсаватн и Хеймара-Халсаватн. На острове расположена церковь в п. Сандур, которая имеет очень долгую и интересную историю — она использовалась как центр округа начиная с XI столетия. Археологические исследования показали, что на этом участке существовало, по меньшей мере, шесть последовательно возводимых церквей.
Мункастован — находящийся в г. Торсхавн, окружённый каменной стеной старый монастырь, построенный в XV столетии. Мункастован является одним из немногих зданий, которые избежали пожара 1673 г.
Исторический музей — центральный музей Фарерских островов. В экспозиции музея имеются коллекции религиозных и морских предметов, макеты кораблей, предметы домашнего хозяйства жителей архипелага, рыболовные снасти, навигационные и сельскохозяйственные орудия со времён викингов и до наших дней.
Норурландахюси — «Дом Северных стран» — здание с крытой торфом крышей, которое сейчас используется как театр, конференц-холл, концертный и выставочный зал, а также размещает различные выставки, экспозиции. В этом здании размещается библиотека. По ночам летом здесь проводятся «Фарерские вечера для туристов».

## Население

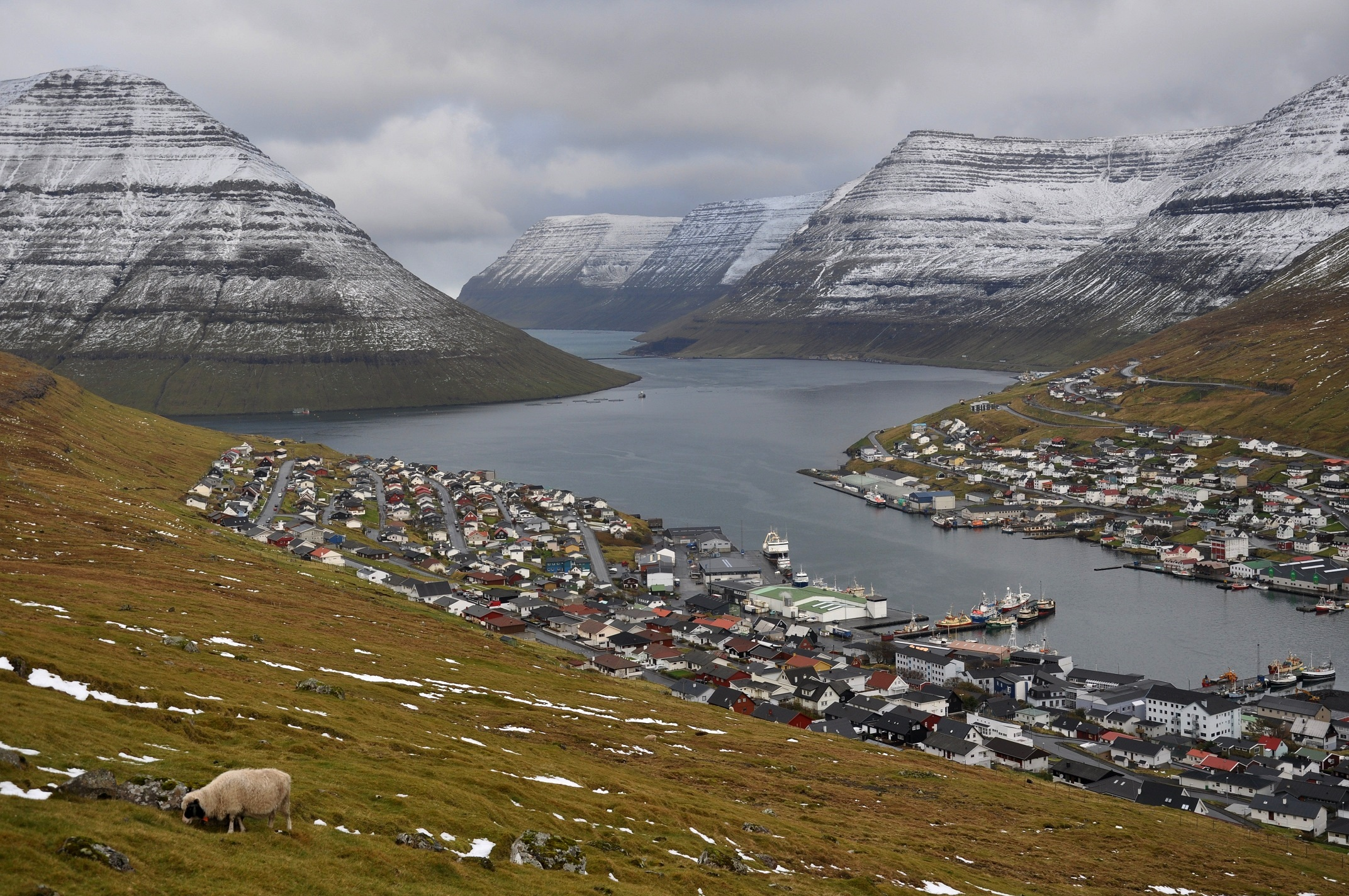
Клаксвуйк — второй по величине город Фарерских островов

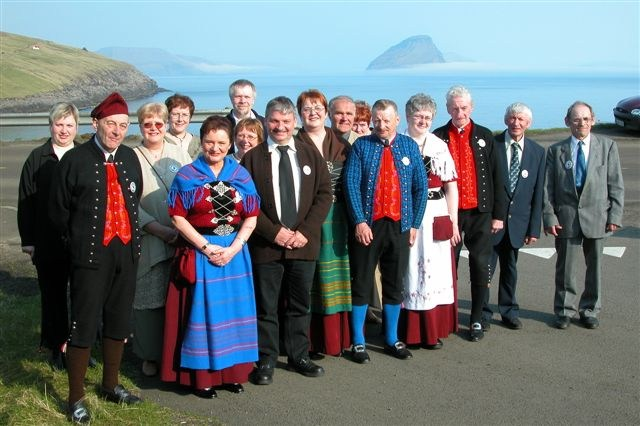
Исполнители фарерского народного танца

Население Фарерских островов составляет около 54 462 человека (оценка 2024 года); большинство населения составляют фарерцы.
Основной язык — фарерский; в качестве второго языка очень распространён датский язык, так как в прошлом острова полностью управлялись Данией.
Возрастная структура населения:
- 0—14 лет: 21,6 %;
- 15—66 лет: 62,2 %;
- 67 лет и старше: 16,2 %;

Средний возраст: 37,2 лет.
- Для мужчин: 36,9 лет.
- Для женщин: 37,7 года.

Средняя продолжительность жизни
| Год  | Мужчин | Женщин |
| ---- | ------ | ------ |
| 1990 | 72,6   | 79,7   |
| 1995 | 73,9   | 80,9   |
| 2000 | 75,9   | 81,1   |
| 2005 | 77,0   | 81,8   |
| 2010 | 78,4   | 83,0   |
| 2013 | 79,3   | 83,4   |
| 2020 | 78,3   | 83,6   |

Численность активного трудоспособного населения составляет 24 760 человек.
| Численность населения на 1 января | Численность населения на 1 января | Численность населения на 1 января | Численность населения на 1 января | Численность населения на 1 января | Численность населения на 1 января | Численность населения на 1 января | Численность населения на 1 января | Численность населения на 1 января | Численность населения на 1 января |
| 1970                              | 1971                              | 1972                              | 1973                              | 1974                              | 1975                              | 1976                              | 1977                              | 1978                              | 1979                              |
| --------------------------------- | --------------------------------- | --------------------------------- | --------------------------------- | --------------------------------- | --------------------------------- | --------------------------------- | --------------------------------- | --------------------------------- | --------------------------------- |
| 38 706                            | ↘38 600                           | ↗38 710                           | ↗39 121                           | ↗39 760                           | ↗40 382                           | ↗41 174                           | ↗41 509                           | ↗42 113                           | ↗42 785                           |
| 1980                              | 1981                              | 1982                              | 1983                              | 1984                              | 1985                              | 1986                              | 1987                              | 1988                              | 1989                              |
| ↗43 242                           | ↗43 600                           | ↗44 052                           | ↗44 377                           | ↗44 686                           | ↗45 348                           | ↗45 675                           | ↗46 240                           | ↗46 883                           | ↗47 576                           |
| 1990                              | 1991                              | 1992                              | 1993                              | 1994                              | 1995                              | 1996                              | 1997                              | 1998                              | 1999                              |
| ↗47 773                           | ↘47 347                           | ↘47 204                           | ↘46 737                           | ↘45 261                           | ↘43 643                           | ↘43 326                           | ↗43 747                           | ↗44 228                           | ↗44 763                           |
| 2000                              | 2001                              | 2002                              | 2003                              | 2004                              | 2005                              | 2006                              | 2007                              | 2008                              | 2009                              |
| ↗45 343                           | ↗46 131                           | ↗46 945                           | ↗47 653                           | ↗48 152                           | ↗48 303                           | ↘48 125                           | ↗48 268                           | ↗48 311                           | ↗48 613                           |
| 2010                              | 2011                              | 2012                              | 2013                              | 2014                              | 2015                              | 2016                              | 2017                              | 2018                              | 2019                              |
| ↘48 494                           | ↘48 447                           | ↘48 204                           | ↘48 062                           | ↗48 153                           | ↗48 617                           | ↗49 121                           | ↗49 823                           | ↗50 481                           | ↗51 280                           |
| 2020                              | 2021                              | 2022                              |                                   |                                   |                                   |                                   |                                   |                                   |                                   |
| ↗52 103                           | ↗52 896                           | ↗53 653                           |                                   |                                   |                                   |                                   |                                   |                                   |                                   |

Демографическое развитие за 2020 год
| Показатели           | на 1000 чел. |
| -------------------- | ------------ |
| Рождений             | 14,9         |
| Смертей              | 08,8         |
| Естественный прирост | 00,6         |

Суммарный коэффициент рождаемости — 2,31 детей на 1 женщину (2020).

### Национальный состав
| Народ                 | Численность (2011) |
| --------------------- | ------------------ |
| Фарерцы               | 45 361 (90,8 %)    |
| Датчане               | 0 1546 0(3,1 %)    |
| Исландцы              | 0 0201 0(0,4 %)    |
| Англичане             | 0 0190 0(0,3 %)    |
| Филиппинцы            | 0 0103 0(0,2 %)    |
| Норвежцы              | 00 099 0(0,2 %)    |
| Тайцы                 | 00 086 0(0,1 %)    |
| Румыны                | 00 067 0(0,1 %)    |
| Гренландские эскимосы | 00 062 0(0,1 %)    |
| Сербы                 | 00 057 0(0,1 %)    |
| Русские               | 00 055 0(0,1 %)    |

### Религия

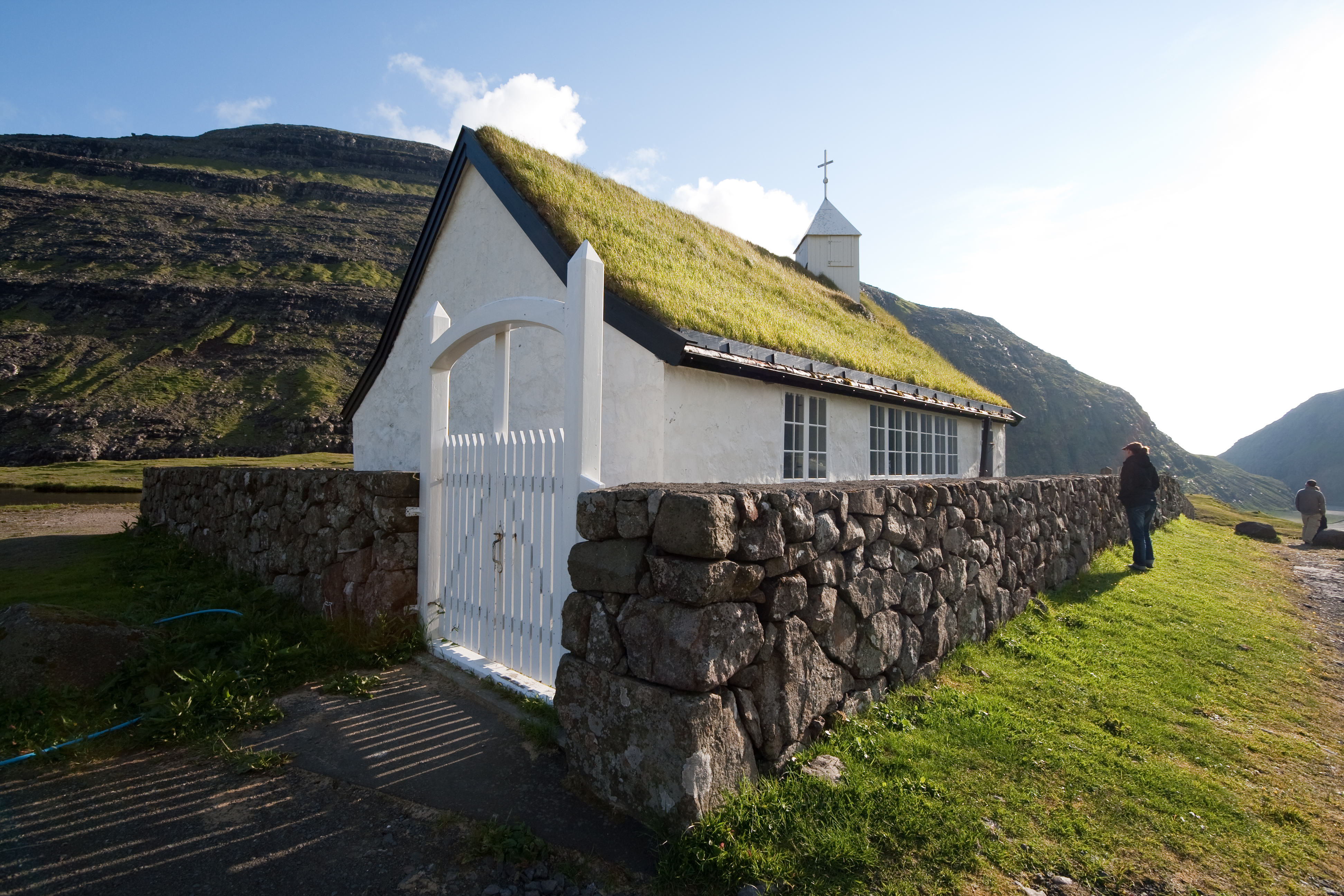
Церковь в деревне Саксун

Население Фарер исповедует, в основном, лютеранство и принадлежит к независимой Церкви Фарерских островов.
Христианство на Фарерах появилось в конце первого тысячелетия. Его появление связывается с полулегендарной исторической персоной Святого Олафа.
На Фарерских островах сохранилось большое количество архитектурно интересных средневековых церквей.

## Административное деление
Фарерские острова разделены на шесть регионов (фар. sýsla, sýslur, сисла) и 34 коммуны, до 2008 года также существовало деление на семь избирательных округов. Сисла делятся на 120 городов и коммун.
Сисла не имеют местного самоуправления, центральная власть в сислах представлена сисельманами (sýslumaður).
Представительные органы городов — городские советы (býráð), избираемые населением, представительные органы коммун — коммунальные правления (Kommunustýrið), избираемые населением, исполнительные органы городов и коммун — гражданские старосты (borgarstjórar).

## Политика и устройство
Отношения между Фарерами и Данией определяются законом № 137 от 23 марта 1948 г. («Закон о местном самоуправлении Фарер», «Føroya Heimastýrislóg»). В соответствии с этим законом, Фарерские острова имеют свой законодательный орган — Фарерский Лёгтинг (фар. Føroya løgting, дат. Lagtinget), в который избираются от 27 до 32 членов (Løgtingslimir) избирающих из своего состава председателя лёгтинга (Løgtingsformenn), и собственный исполнительный орган — Фарерское Ландсстуйри (фар. Føroya Landsstýri, дат. Landsstyret), состоящий из законоговорителя (фар. Løgmaður, дат. Lagmand) и членов ландстюри (фар. Landsstýrismaður). Высший представитель королевской власти — Омбудсмен (фар. Embætismaður, «Королевский аудитор»), выполняющий в фарерском парламенте исключительно наблюдательную функцию. Единственный судебный орган — суд Фарерских Островов (domstol). Два представителя Фарер являются, по конституции Дании, членами датского парламента (Фолькетинга). В настоящее время это Эдмунд Йоэнсен из юнионистской «Партии Союза» (Sambandsflokkurin, Самбандсфлоккурин) и Щюрур Сколе из выступающей за полную независимость Фарер партии «Республика» (Tjóðveldi, Чёвельди).
В соответствии с законом о местном самоуправлении, Фареры имеют самостоятельную административную и таможенную территорию, территорию налогового и акцизного обложения, своё таможенное законодательство и таможенный тариф (на основе таможенного тарифа Дании, соответствующего единому таможенному тарифу ЕС, основное отличие состоит в меньшем количестве товарных позиций). Вопросы внешних отношений, включая внешнюю торговлю, контролируются местными властями совместно и по согласованию с МИД Дании.
Фареры не являются самостоятельным субъектом международного права — международные договоры Фарер подписываются совместно датским руководством (в лице правительства королевства Дания или королевы Дании), и местным правительством Фарер.
Юридически Фареры не входят в Евросоюз. С момента вступления Дании в ЕС (1973 г.), участие в этой организации не распространилось на Фареры, население которых высказалось на референдуме 1972 г против присоединения к ЕС. В договоре о присоединении Дании к Евросоюзу содержалась специальная оговорка о неучастии в ЕС Фарер. Таким образом, например, Фареры не подпадают под систему квот ЕС и осуществляют лов рыбы вне зависимости от ограничений в рамках Евросоюза. Кроме того, они имеют соглашение с ЕС о квотах на лов рыбы судами европейских стран в своей экономической зоне.
Фареры имеют договоры о «свободной торговле» в духе ВТО с ЕС и с рядом стран. Положения ГАТТ были распространены на Фареры после ратификации лёгтингом с 1954 г., ЕАСТ — с 1967 г. Фареры не являются самостоятельным членом ВТО. В документе о ратификации Данией Соглашения ВТО (Уругвайский раунд), подписанном 21 декабря 1994 г. королевой Дании, не содержится упоминания и каких-либо специальных оговорок по Фарерам либо другим частям Королевства Дания.
Членство Дании в ВТО подразумевает, что Фареры, как составная часть Королевства Дания, пользуется правами и несут обязательства, распространяющиеся на Данию. Положения Соглашения ВТО инкорпорированы лёгтингом во внутреннее законодательство Фарер.

### Парламент и правительство
На Фарерах существует шесть представленных в лёгтинге политических партий. Правая «Народная партия» (Фолькафлоккурин) и «Республиканская партия» (Чёвельди) выступают за провозглашение полной независимости Фарер и выход из состава Дании, «Социал-демократическая партия» (Явнаарфлоккурин) и буржуазная «Партия союза» (Самбандсфлоккурин) — за сохранение нынешнего статуса островов. Кроме того, в политической жизни Фарер участвуют «Центристская партия» (Мифлоккурин), выступающая за сохранение в обществе традиционных христианских ценностей наряду с провозглашением независимости, умеренно-сепаратистская «Партия самоуправления» (Щёлвстуйрисфлоккурин), а также созданная в начале 2011 года либерально-буржуазная «Партия прогресса» (Фрамсёкн), выступающая за политическую независимость Фарер.
19 января 2008 года на Фарерах были проведены очередные выборы в лёгтинг, состоящий сегодня из 33 членов. Возглавляемая бывшим тележурналистом Хёгни Хойдалем Республиканская партия сохранила 8 депутатских мандатов и статус крупнейшей в парламенте. Однако, после семи месяцев пребывания у власти, партии пришлось перейти в оппозицию.
После двух с половиной лет пребывания у власти «Народная партия» весной 2011 г. перешла в оппозицию.
Нынешний кабинет министров правительства Фарер (правительство меньшинства, сформированное 6 апреля 2011 г.) состоит из следующих лиц:
- Кай Лео Йоханнесен, 1964, юн. — премьер-министр;
- Йохан Даль (Johan Dahl), 1959, юн. — министр рыболовства, торговли и промышленности;
- Хелена Дам-а Нэйстабё (Helena Dam á Neystabø, ж), 1955, соц. — министр культуры и образования;
- Роуса Самуэльсен (Rósa Samuelsen, ж), 1959, юн. — министр социальных дел;
- Аксель Йоханнесен (Aksel Johannesen), 1972, соц. — министр экономики и финансов.
- Йон Йоаннессен (John Johannessen), 1977, соц. — министр внутренних дел и здравоохранения.

31 августа 2019 года на Фарерских островах прошли очередные парламентские выборы. Согласно их результатам, состав лёгтинга выглядит следующим образом:
| Лёгтинг | Лёгтинг                                           | Лёгтинг                              | Лёгтинг | Лёгтинг |
| Партия  | Партия                                            | Процент голосов на выборах 2019 года | Мест    |         |
| ------- | ------------------------------------------------- | ------------------------------------ | ------- | ------- |
|         | «Народная партия» Fólkaflokkurin                  | 24,5                                 | 8       |         |
|         | «Социал-демократическая партия» Javnaðarflokkurin | 22,1                                 | 7       |         |
|         | «Партия союза» Sambandsflokkurin                  | 20,3                                 | 7       |         |
|         | «Республика» Tjóðveldi                            | 18,1                                 | 6       |         |
|         | «Центристская партия» Miðflokkurin                | 5,4                                  | 2       |         |
|         | «Партия прогресса» Framsókn                       | 4,6                                  | 2       |         |
|         | «Партия самоуправления» Sjálvstýrisflokkurin      | 3,4                                  | 1       |         |

### Политические партии
Правые:
- «Партия прогресса» (Framsókn) — националистическая;
- «Партия союза» (Sambandsflokkurin) — консервативная;
- «Центристская партия» (Miðflokkurin) — консервативная;
- «Народная партия» (Hin føroyski fólkaflokkurin) — консервативная.

Центристы:
- «Партия самоуправления» (Sjálvstýrisflokkurin) — либеральная.

Левые:
- «Социал-демократическая партия» (Javnaðarflokkurin) — социалистическая;
- «Республиканская партия» (Tjóðveldi) — эколого-коммунистическая.

### Компетенция правительства
Данией выделяется ежегодно блок-помощь Фарерам на осуществление тех видов деятельности, которые делегированы местному правительству Фарер правительством Дании. Размер блок-помощи со стороны Дании, выделяемый в соответствии со специально принимаемыми законами, был установлен — в размере 615,5 млн крон. До этого блок-помощь со стороны Дании составляла бо́льшую сумму. В 2001 г. она равнялась 1,0 млрд крон и до 2001 г. составляла ежегодно порядка 10 % ВВП Фарер. Её размер был уменьшен правительством Дании в связи с успешным ходом экономического развития Фарерских островов, ростом ВВП и внутренних доходов фарерцев, а также в связи с усилившимся стремлением фарерских властей и политических кругов к обретению полного суверенитета и отделению Фарер от Дании. Согласно рабочему плану вновь созданной правительственной коалиции Фарер, к 2010 г блок-помощь будет сокращена до 495 млн крон.
С учётом дополнительных грантов из структурных фондов Дании, а также грантов из международных фондов регионального развития, общий размер помощи Фарерам составил: в 2003 г. — 799 млн крон, в 2004—2006 гг. — по 812 млн крон в год.
В рамках Парламента Дании функционирует специальная рабочая группа парламентариев по вопросам взаимодействия с лёгтингом.
В компетенцию Правительства Фарер входят вопросы, связанные с:
- освоением минеральными ресурсами недр земли и моря;
- освоением живых морских ресурсов;
- комплексом вопросов экологии;
- развитием отраслей промышленности и предпринимательства;
- судоходством и телекоммуникациями;
- рынком труда;
- налогообложением, акцизами.

Принятие решений по вопросам международных отношений, экспортно-импортному контролю и внешнеэкономическим вопросам, включая импортные пошлины, подлежит согласованию с Правительством Королевства Дания.
Право собственности Фарер на нефтяные запасы в недрах закреплено в 1992 г. соглашением между правительством Фарер и правительством Дании. Данное соглашение не имеет обратной силы, и современное правительство Дании не может его пересмотреть. В настоящее время Правительство местного самоуправления Фарер осуществляет работу по продолжению поисков нефтяных месторождений в морском шельфе.
К сферам совместного регулирования со стороны властей Дании и Фарер относятся административные функции Правительства местного самоуправления Фарер, а также вопросы здравоохранения, социальные и образовательные.
В соответствии с действующим датским и фарерским законодательством, юридические, валютные, оборонные вопросы и вопросы внешних связей относятся к тем, по которым решения не могут приниматься только Правительством Фарер.
Между тем, поскольку датское законодательство принимает силу на Фарерах только после ратификации Лагтингом, действующее на Фарерах законодательство не всегда идентично с законодательством Дании по одним и тем же вопросам. Кроме собственно фарерского законодательства на территории Фарер действует датское законодательство, в большинстве случаев соответствующее фарерскому, либо превалирующее по ряду вопросов: международные отношения, система наказаний, гражданское законодательство.
Основным источником дохода Правительства местного самоуправления Фарер являются подоходный налог и НДС, а у муниципалитетов — только подоходный. Кроме того, значительные поступления в казну приносят лицензии, выданные иностранным компаниям на лов рыбы в экономической зоне Фарерских островов.
Налога на собственность не существует. С точки зрения налогообложения Фареры не подчиняются казначейству Дании.
Правительство Дании отвечает за финансирование по сугубо государственным и административным вопросам, например, полиции и судебной системы. Финансирование совместной ответственности делится между датскими и фарерскими властями. Большая часть помощи или субсидий Фарерам со стороны Дании оформляется как блок-помощь.

## Силовые структуры

### Датские
Датская полиция представлена отделением в Торсхавне и ещё несколькими на других островах. Вооружённые силы Дании практически не представлены.

### Зарубежные
На Фарерских островах находится так называемый Фарерский противолодочный рубеж, он же СОСУС. Предназначен для контроля за движением подводных лодок между Исландией и Фарерами. Вся система создана и принадлежит США.

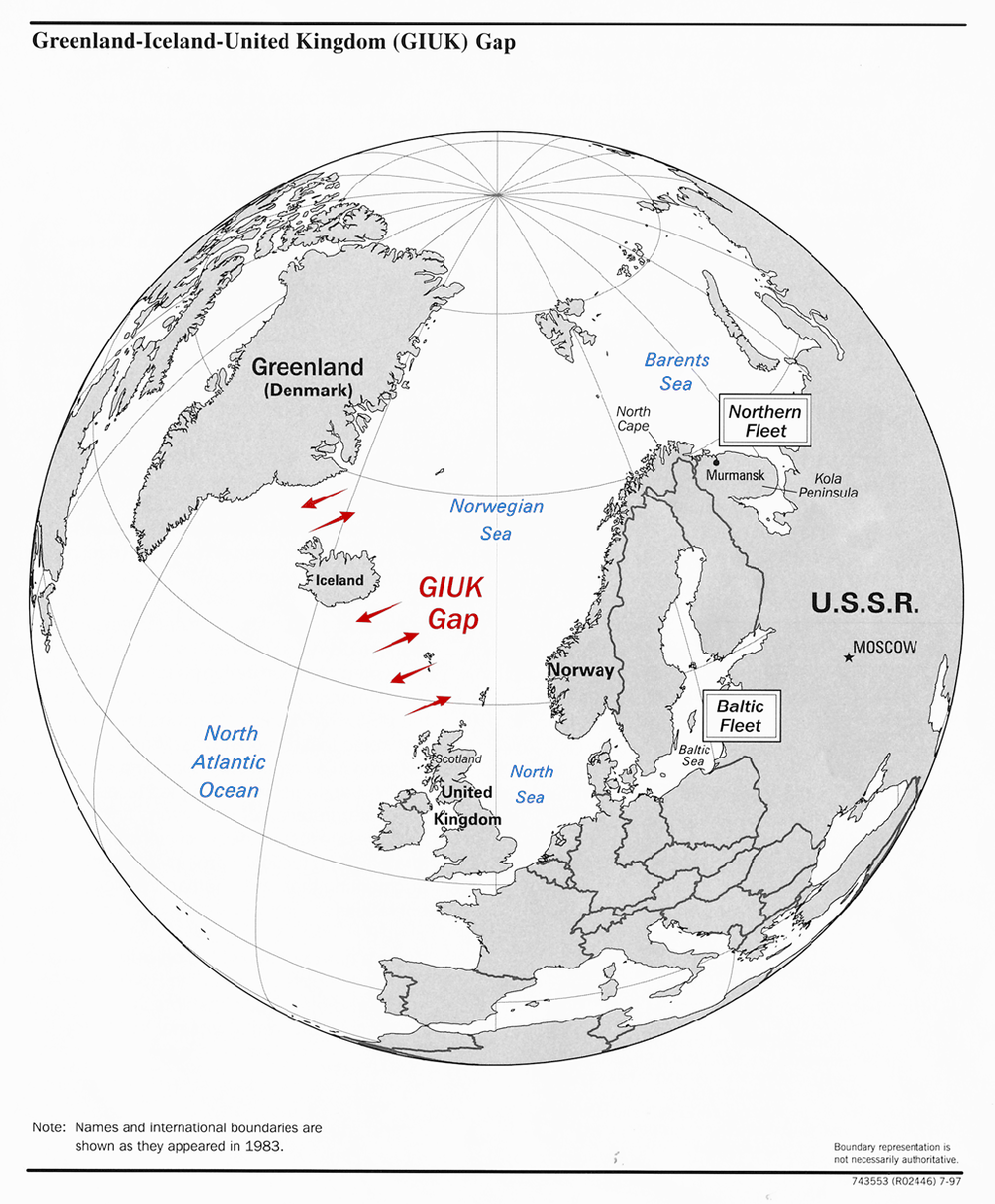

## Экономика
На Фарерах имеют хождение фарерская (FrK) и датские кроны (DKK). Фарерские банкноты, так же как и датские, выпускаются достоинством 50, 100, 500 и 1000 крон. Собственных монет на островах не чеканят. Ходят датские монеты номиналом 25 и 50 эре (1 эре = 1/100 кроны), 1, 2, 5, 10 и 20 крон.
Обменный курс датской кроны к американскому доллару составлял — 5,560 (2008), 5,9468 (2006), 5,9969 (2005), 5,9911 (2004), 6,5877 (2003), 7,8947 (2002).
До 15 % ВВП Фарер составляют субсидии метрополии.
Основные отрасли экономики Фарер — рыболовство, овцеводство, лёгкая промышленность. Основными продуктами, идущими на экспорт, являются свежая, мороженая, филетированная и солёная рыба; желатин, изготавливаемый из плавательных пузырей рыб; баранина, овчина; каракуль и изделия из шерсти; гагачий пух и пух буревестников. Около 2 % земли культивируется.
До середины XIX века овцеводство являлось основной статьёй дохода Фарер. В настоящее время поголовье овец насчитывает около 80 тысяч голов.

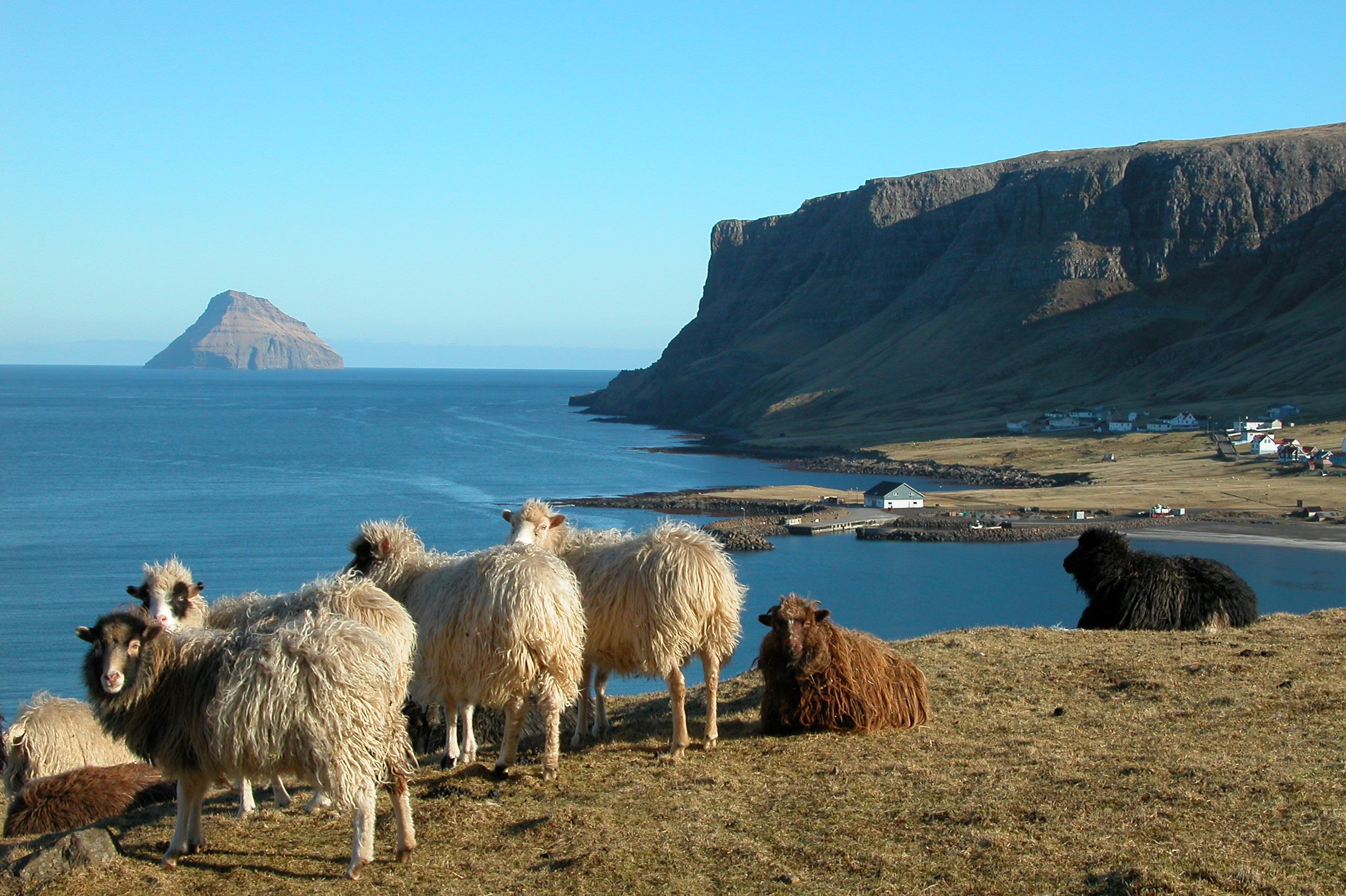
На Фарерах развито овцеводство

На Фарерах действует биржа — Фарерский рынок ценных бумаг.
В 2001 г. ВВП (по паритетной покупательной способности) Фарер составлял около 1 млрд долларов США. Ожидаемые параметры ВВП в 2009 году составляли 2,3 млрд долларов США.
ВВП на 1 жителя Фарер в 2009 году ожидался $47,279.
Доля отдельных видов хозяйственной деятельности в ВВП Фарер составляла:
- сельское хозяйство — 27 %,
- промышленность — 11 %,
- услуги (в том числе туризм) — 62 %.

Занятость населения в отраслях экономической деятельности в 2007 году составила:
- в сельском хозяйстве — 11,2 % населения,
- в промышленности — 21,9 % населения,
- в сфере услуг — 62 % населения.

Инфляция составляет приблизительно 1,3 % в год.
Бюджет Фарер составляет 588 млн долларов США.
Основная сельскохозяйственная продукция: молоко, картофель, продукция растениеводства, рыба, продукция овцеводства.
Основная промышленная продукция: мороженая рыба, рыбные консервы, сувениры народных промыслов.
Производство электроэнергии — 269 млн кВт·ч (2008 г.)
Фареры не производят топливо. В день закупается около 4,5 тысяч баррелей нефти.
- Экспорт (в 2016 году) составил 1,184 миллиардов долларов США. 97 % экспорта — рыба и морепродукты[1].
- Импорт (в 2016 году) составил 978,4 млн долларов. Импортируется: готовая продукция, материалы и полуфабрикаты, продукты машиностроения[1].

|    | Экспорт                 | Импорт           |
| -- | ----------------------- | ---------------- |
| 1. | Россия — 26,4 %         | Дания — 33 %     |
| 2. | Великобритания — 14,1 % | Китай — 10,7 %   |
| 3. | Германия — 8,4 %        | Германия — 7,6 % |
| 4. | Китай — 7,9 %           | Польша — 6,8 %   |
| 5. | Испания — 6,8 %         | Норвегия — 6,7 % |
| 6. | Дания — 6,2 %           | Ирландия — 5 %   |

### Рыболовство
Общее количество крупных и средних судов Фарер в 2005 г. составило 249 ед., из них 91 судно относилось к торговому флоту, а 158 — к рыболовному флоту, в том числе 78 крупных траулеров. По данным за 2003 г., на лов морской рыбы было выдано 897 лицензий.

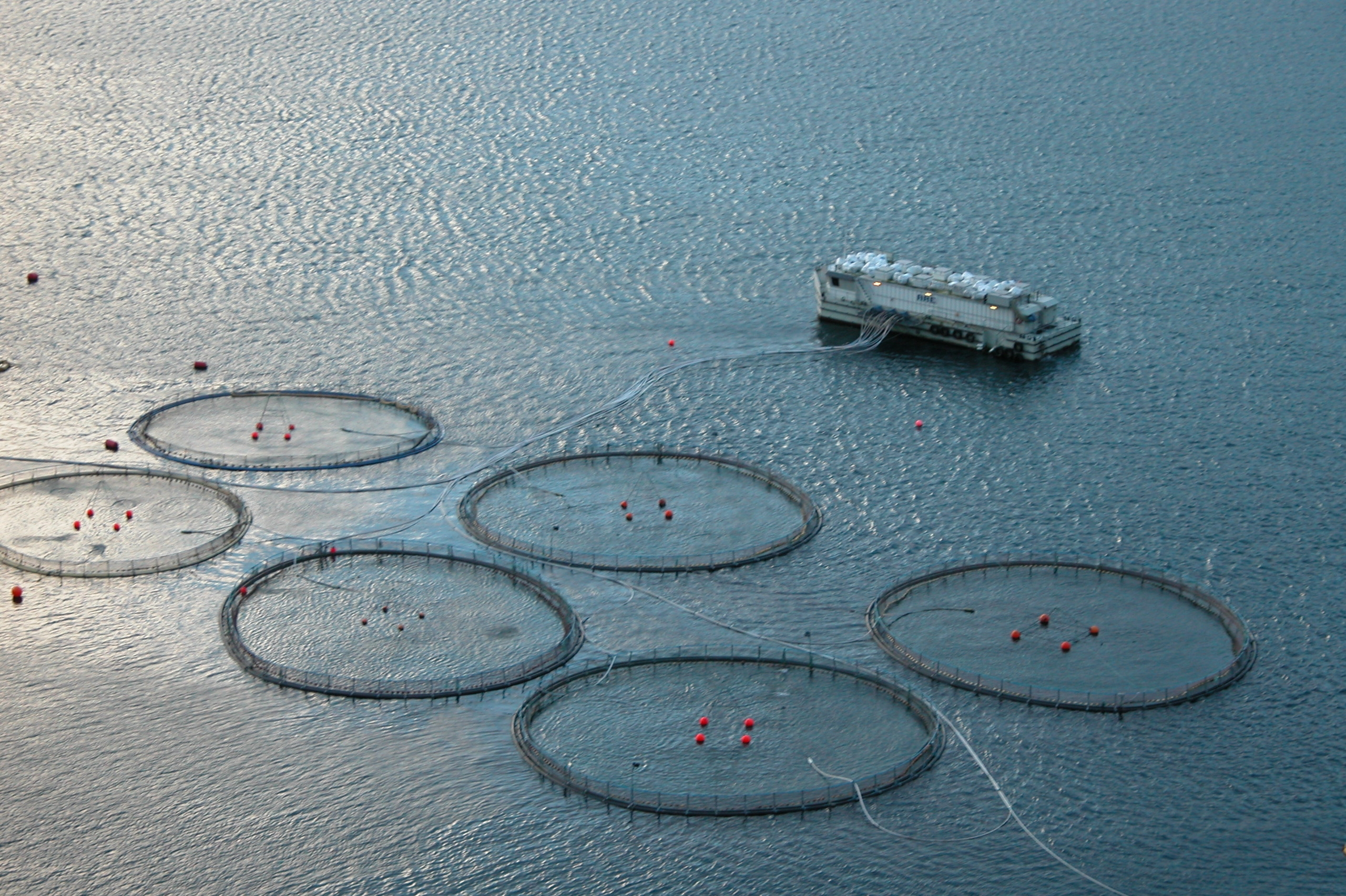
Акваферма на Фарерах

В 2005 г. рыболовецкая отрасль островов выловила в общем 136,2 тыс. т рыбы и морепродуктов, а его стоимость превысила 1 млрд 174 млн крон. Улов иностранными судами в фарерских водах, по лицензиям властей, достиг 390 тыс. т., в том числе 21,2 тыс. т улова пришлось на страны ЕС, а 368,2 тыс. т. — на прочие страны.
Непосредственно занято в отрасли было 2,5 тыс. чел., ещё 2,2 тыс. чел. — на переработке рыбы. Таким образом, в отрасли было задействовано 19 % трудоспособного населения, а с учётом связанных производств — более 30 %. Возможность активной добычи рыбы и морепродуктов вызвана тем, что на акваторию Фарер не распространяются ограничения Европейского союза на вылов рыбы (главным образом сельди и трески).
В начале XXI века на Фарерах была построена уникальная ферма по разведению в искусственных условиях палтуса.
На Фарерских островах до сих пор процветает давняя традиция забоя гринд (чёрных дельфинов) методом загона их к берегу и убоя гарпунами и китобойными ножами. Ежегодно забивается около 950 гринд. Забой животных является традиционным промыслом и обеспечивает до 30 % производимого на островах мяса. Против этой традиции выступают защитники прав животных.

### Сфера услуг и прочие отрасли
Согласно данным за 2005 г., по числу трудящихся рыболовную отрасль превосходит только сфера услуг, куда включается государственно-административное управление, банковский сектор и страхование, транспорт, туризм и пр. На вместе взятые сектора сферы услуг (всего 16,1 тыс. чел.) пришлось 65,6 % всего занятого населения. В том числе в общественно-административном секторе было задействовано 8,5 тыс. чел. (доля — 34,6 %).
Среди отраслей с относительно значимым числом занятых — строительный сектор (1.676 чел., доля — 6,8 %), судостроительные и судоремонтные верфи (570 чел., доля — 2,3 %). Значимой отраслью является морской транспортный сектор.

### Разведка запасов нефти и газа

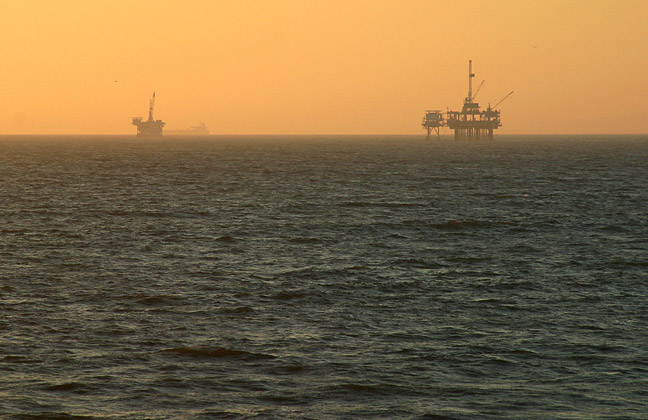
На шельфе Фарерских островов ведётся добыча нефти и газа

Нефте- и газоразведка начала активно проводиться с 1990-х годов. Юридически права на использование недр, включая морской шельф в пределах 200-мильной зоны в Северном море, были закреплены за Фарерскими островами по договору 1992 г. с Правительством Дании. Это позволило начиная с 1990-х годов вести активную деятельность по разведке нефтяных запасов в секторе Северного моря, закреплённом за Фарерами рядом международных соглашений. Правительство Фарер выдавало лицензии, в том числе иностранным компаниям, на работы по разведке нефти, которые в итоге увенчались успехом.
В фарерском секторе Северного моря близ границы с сектором Великобритании американской компанией «Amerada Hess» (участник в консорциуме по разведке на шельфе островов совместно с фарерской компанией «Atlantic Petroleum», датской «DONG» и английской «BP») найдено месторождение нефти и газа. Найденные запасы нефти в морском шельфе Фарерских островов не позволяют пока ответить на вопрос о возможности крупномасштабной добычи, так как обнаруженные запасы ограничены по размеру, к тому же, с учётом требуемого качества нефти встаёт вопрос окупаемости затрат.
Тем не менее, в конце 2006 г. «Atlantic Petroleum» начата добыча нефти на месторождении «Chestnut» (разведанные запасы составляют 1 млн т нефти). Начало добычи на месторождении «Etterick» (4,1 млн т нефти) запланировано на 2008 г., а на месторождении «Perth» (1 млн т нефти) — в 2009 г. Общие запасы нефти на этих месторождениях оцениваются в 6,1 млн т нефти.
Фарерским инвесторам принадлежит 66 % в акционерном капитале «Atlantic Petroleum», датским — 19 %, а 15 % — зарубежным акционерам.

### Коммуникации
На островах большое количество стационарных и мобильных телефонов — 23 000 стационарных телефонов и около 50 000 мобильных (стандарт GSM и NMT, по данным на 2006 г.). Мобильная связь предоставляется национальным оператором «Føroya Tele».
Имеется ряд выходов к волоконно-оптическим кабелям (Канада—Европа). Действуют 1 АМ и 3 FM радиостанции. Действует 3 телевизионные станции и 43 ретранслятора (по данным на 1995 г.). Национальное телевидение «Sjónvarp Føroya» (Шёнвашп Фёрья) работает с 1984 г. Несколько лет назад было объединено с национальным радио «Útvarp Føroya» (Утвашп Фёрья), выпускающим программы с 1957 г, в совместно управляемое национальное радио и телевидение Фарер «Kringvarp Føroya» (Крингвашп Фёрья). Помимо национального радио, в эфире также участвуют коммерческий канал «Rás 2» и христианский канал «Lindin». Все радиопрограммы выходят исключительно на фарерском языке.
На Фарерских островах издаются несколько газет. Пятиразовая газета «Dimmalætting» (Диммалаттинг, «Рассвет») издаётся в г. Торсхавне и имеет тираж в около 8 тыс. экземпляров. Еженедельник «Norðlýsið» (Норлуйси, «Северное сияние») издаётся в Клаксвуйке тиражом 2 тыс. экземпляров. Пятиразовая газета «Sosialurin» (Сосиалурин, «Социалист») выпускается в Торсхавне тиражом 9 тыс. экземпляров.
На Фарерах есть своё телеграфное агентство, основанное в 1980 году. Оно контролируется датским агентством «Ритсаусбюро».
Зарегистрировано 6915 сайтов и более 34 000 пользователей (по данным на 2006 г.).

### Транспорт

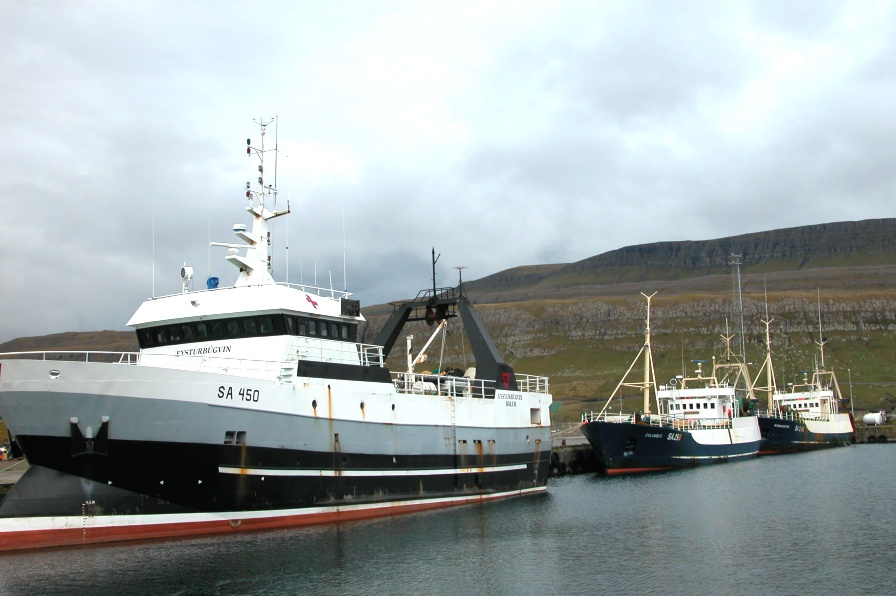
Фарерские суда на пристани Сандура

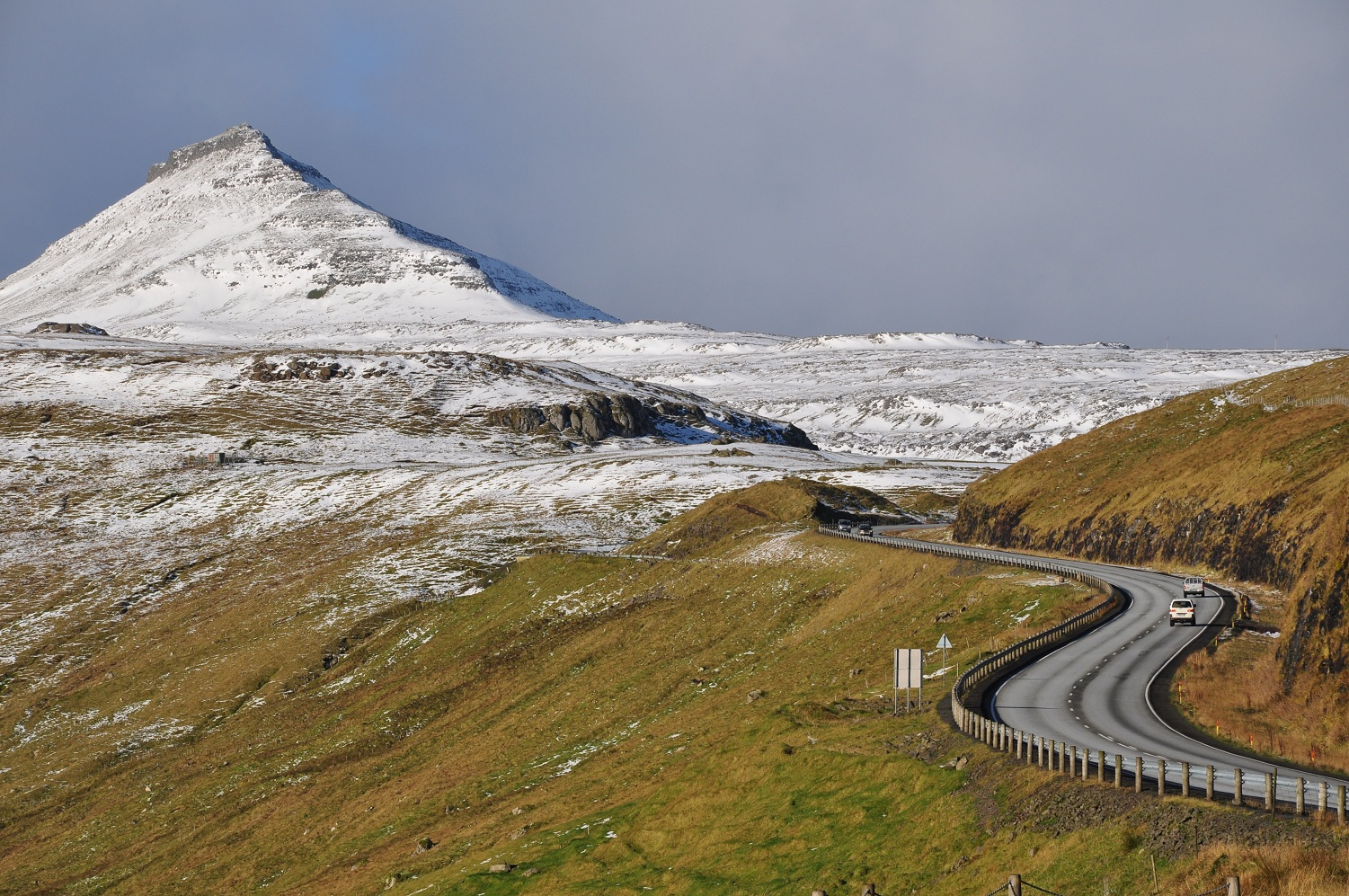
Автодорога

Транспорт Фарер развит. Есть авиационные, морские и автомобильные транспортные коммуникации. На островах действует один аэропорт Вагар, взлётная полоса — 1799 на 30 метров.
Имеется национальный авиаперевозчик — авиакомпания «Atlantic Airways», выполняющая регулярные рейсы в города Ставангер и Осло (Норвегия), Копенгаген, Ольборг, Биллунн (Дания), Рейкьявик (Исландия), Абердин, Лондон и на Шетландские острова (Великобритания). До декабря 2006 года на Фарерских островах действовала ещё одна авиакомпания — «FaroeJet», осуществлявшая рейсы в Копенгаген. Имеется более 12 вертолётных площадок. Регулярное вертолётное сообщение налажено между Торсхавном и отдалёнными малонаселёнными островами.

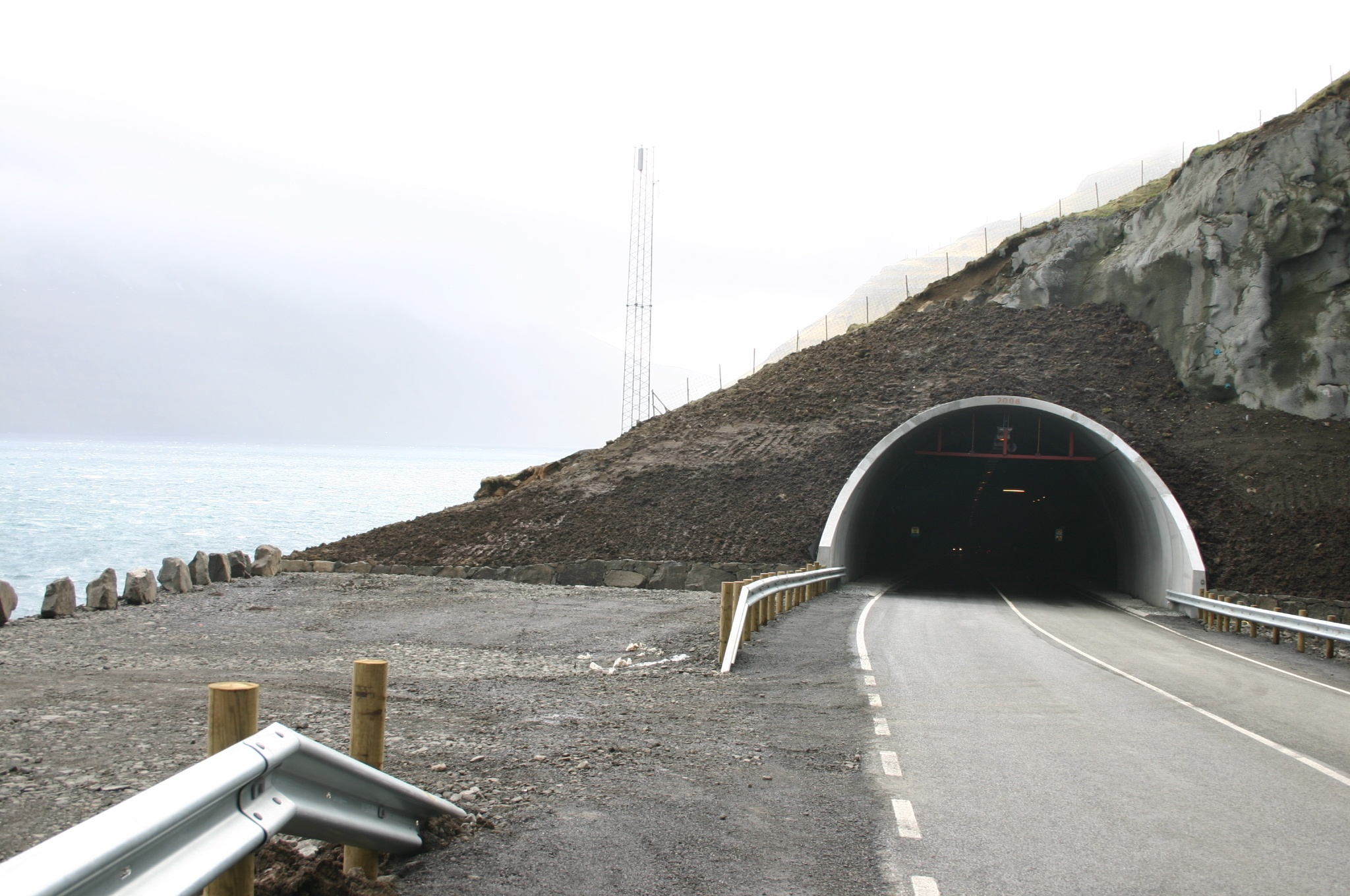
Тоннель Норьойя — самый протяжённый автомобильный тоннель Фарер

Благодаря расположению островов основным транспортом является морской. Национальный морской перевозчик — «Smyril Line». Рыболовный флот Фарерских островов насчитывал в конце 2001 г. 186 судов общим тоннажем 70 тысяч тонн и средним возрастом 22 года, в том числе 18 судов водоизмещением свыше 1000 тонн (10 сухогрузов, 2 контейнеровоза, 2 нефтеналивных танкера). В г. Торсхавн действует морской терминал.

Из 458 километров автомобильных дорог на архипелаге значительная часть приходится на горные серпантины, что объясняется гористым рельефом местности. Начиная с 1960 года ведётся строительство крупных автомобильных тоннелей, соединяющих отдельные населённые пункты.

## Культура
Фареры обладают собственной самобытной культурой, в основе которой лежит переплетение фарерских и датских традиций. Эта тенденция наблюдается в музыке и литературе. На Фарерах проводятся традиционные фестивали.

### Традиционные искусства и ремёсла, традиции
На Фарерских островах распространены гадания по следам Норн. Следы Норн — это пятнышки, появляющиеся на ногтях. Они толкуются в соответствии со своей формой, цветом и местом, где они появились.
Эти острова также славятся своими шалями ручного вязания из шерсти местных овец. Они имеют необыкновенную форму бабочки и, в отличие от другого вида шалей и платков, благодаря своей конструкции прочно лежат на плечах, даже если их не завязывать.
- Фарерская кухня[англ.]

#### Национальные праздники
- 1 января — Новый год
- подвижная дата в марте-апреле — Страстной четверг
- подвижная дата в марте-апреле — Великая пятница
- подвижная дата в марте-апреле — Чистый понедельник;
- 25 апреля — Национальный день флага (Flaggdagur, рабочая только первая половина дня)
- подвижная дата в апреле-мае — четвёртая неделя по Пасхе
- подвижная дата в мае — Вознесение
- подвижная дата в мае — Троица
- подвижная дата в мае — Духов день
- 5 июня — День конституции Дании (рабочая только первая половина дня)
- 28 июля — канун Дня Святого Олава (рабочая только первая половина дня)
- 29 июля День Святого Олава (Ólavsøkudagur) — Национальный день Фарерских островов
- 24 декабря — канун Рождества
- 25 декабря — Рождество
- 26 декабря — День дароприношения
- 31 декабря — канун Нового года

#### Традиционный забой китов на Фарерских островах

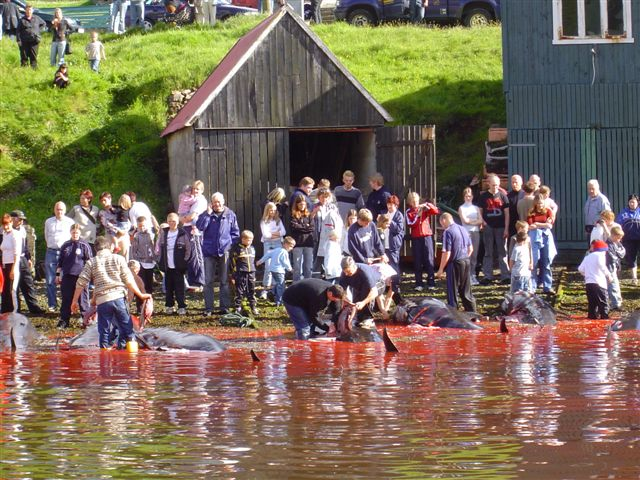
По традиции, мужчины собираются на берегу для забоя китов, загнанных к берегу города Vágur (28 июня 2004)

Китобойный промысел на Фарерских островах существует, по крайней мере, с X века. Он регулируется фарерскими властями, а не Международной комиссией по промыслу китов из-за наличия разногласий по поводу компетенции комиссии по отношению к малым китообразным. Ежегодно забивают около 950 гринд (чёрных дельфинов, Globicephala melaena), в основном летом. Ловля гринд (фар. grindadráp [ˈgɹɪndaˌdrɔap]) — некоммерческое мероприятие, организуемое общинами, участвовать в ней может любой. Китобои окружают гринд лодками, располагая их широким полукругом. Затем лодки медленно загоняют гринд в бухту или на дно фьорда.
Большинство фарерцев считают промысел гринд важной частью своей культуры и истории. Группы защиты прав животных критикуют промысел как жестокий и не являющийся необходимым, в то время как китобои утверждают, что большинство журналистов демонстрируют недостаток знаний о методах ловли и экономической важности промысла.

### Музыка
Современная фарерская музыка отличается разнообразием стилей, от фольклора до Progressive Viking Metal.
Стиль Progressive Viking Metal представлен творчеством группы «Týr». Фарерская группа «Internal Healing» (образована в 1997 году) работает в стилях Industrial death и Thrash metal.
Группа «Synarchy», созданная в 2002 г. в столице Фарер г. Торсхавн исполняет музыку в стиле Melodic Thrash Metal. Состав: Леон Ханссон (Leon Hansson) — вокал; Уйсак Петерсен (Hsak Petersen) — бас; Бьяштур Клеменсен (Bjartur Clemensen) — клавишные; Джон Ачи Эгхольм-Лоадаль (John Áki Egholm Lbadal) — гитара; Йон Ивар Веннед (John Ivar Venned) — гитара. В 2006 г. в музыкальном мире Фарер появилась группа «Vhernen», исполняющая музыку направления Black/Doom Metal.
Среди молодых фарерских музыкантов, набравших в последнее время популярность, звучат такие имена как Тайтур Лассен, Айвёр Полсдоттир, Хёгни Лисберг.

### Танцы

Фарерский хоровод

Наибольшую известность приобрели народные танцы Фарер. Одну из основных доминант культурной танцевальной традиции составляет национальный фарерский хоровод. Изначально в конце XIX — начале XX века хоровод был одним из традиционных украшений народных праздников. В настоящее время хороводы стали одной из традиционных составляющих фарерских фестивалей.

### Живопись и скульптура
На Фарерских островах развита живопись. Картины нескольких известных фарерских живописцев (Т. Патурссона, В. Дальсгора, С. Йенсен-Мичинеса, И. Якобсена) экспонировались в музеях Северной Европы в рамках экспозиций скандинавских художников.
Скульптура Фарерских островов представлена, главным образом, произведениями Е. Камбана и Х. П. Ольсена.

### Кино
На Фарерских островах нет постоянно действующих киностудий. Кино Фарерских островов представлено любительскими лентами фарерцев и фильмами, снятыми киногруппами из Дании и других государств.
Одним из наиболее известных кинорежиссёров Фарерских островов является Катрин Оттарсдоттир, окончившая в 1982 году Датскую киношколу. Ею были сняты фильмы «Bye Bye Bluebird» (1999), «The Man Who Was Allowed to Leave» (1995), «Ævintýri á Norðurslóðum» (1992), «Hannis» (1991), «Atlantic Rhapsody — 52 myndir úr Tórshavn» (1982). Фильмы были представлены на фестивалях Amanda Awards (Норвегия), День Северных фильмов в Любеке, Маннхейм-Хейдельбергском международном кинофестивале, Международном кинофестивале (г. Роттердам), Фестивале северных фильмов (г. Руан).
На Фарерских островах снимался фильм-зарисовка российского фотографа и кинооператора Ивана Савченко «Не русский Север (Фарерские острова)».

### Марки и почтовые карточки
Большое развитие получило искусство миниатюры на марках и почтовых карточках.
Фарерские марки посвящены древней и современной истории островов, её географии, населённым пунктам, флоре и фауне, деятелям науки, культуры и искусства. Начиная с 1975 года было выпущено более 500 видов почтовых марок.
Галерея марок Фарерских островов

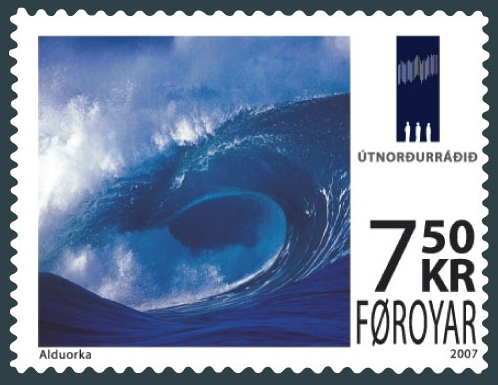
Марка «Энергия воды»
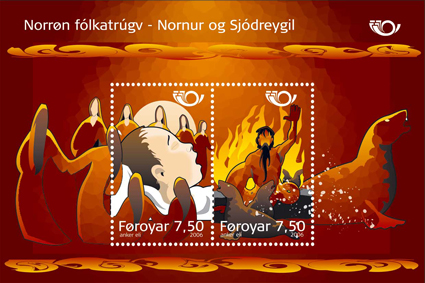
Марка «Северная жизнь»
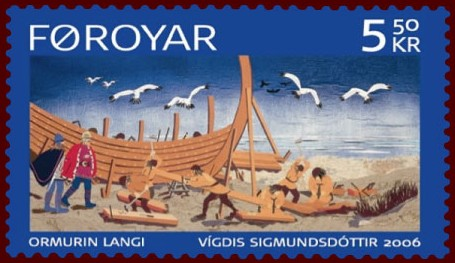
Марка серии «Морские путешествия»
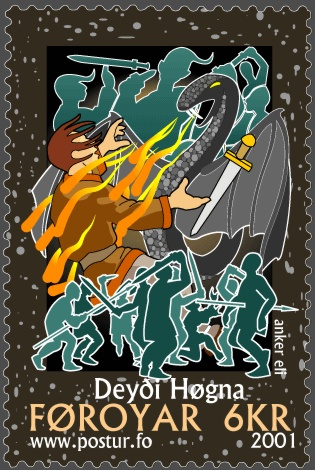
Марка серии «Фарерские мифы»
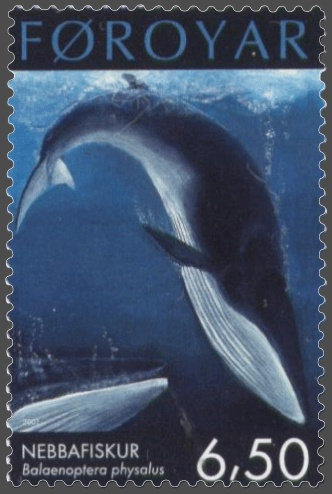
Марка серии «Киты»
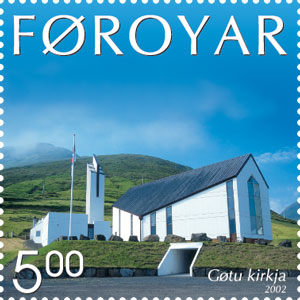
Марка серии «Церкви Готы»
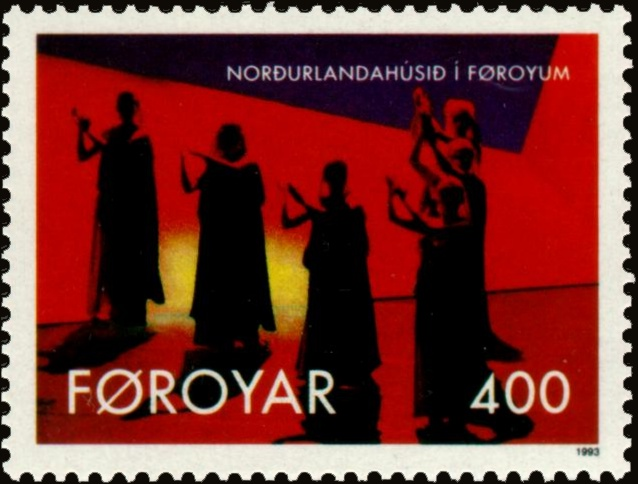
Марка серии «10 лет северному дому»
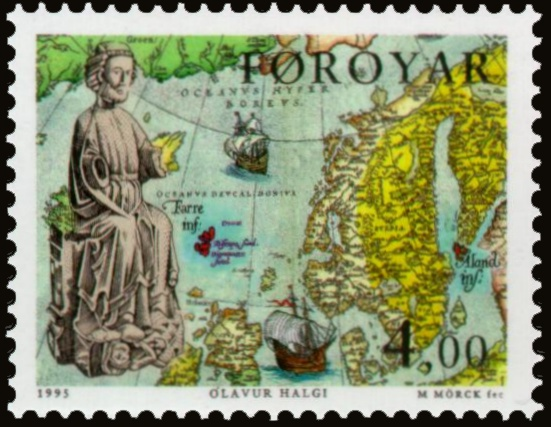
Марка «Святой Олаф»

### Фестивали
На Фарерских островах проводятся крупные фестивали. Главный фарерский праздник — Ólavsøka (Оулавсёка), проводимый 28-29 июля. Фестиваль назван в честь святого Олафа, который вводил христианство в Норвегии. Во время фестиваля проходят соревнования по гребле, в которых деревни конкурируют между собой; конные скачки; художественные выставки; танцевальные и религиозные шествия.
В середине июля на западной части Фарерского архипелага проходит ежегодный двухдневный фестиваль Vestanstevna (Вестанстевна), в Клаксвуйке на Северных островах — Norðoyastevna (Нориястевна), а на Южном острове Суури — Jóansøka (Йоуансёка).
Регулярно проводится джазовый фестиваль Summartónar Festival.

### Наука

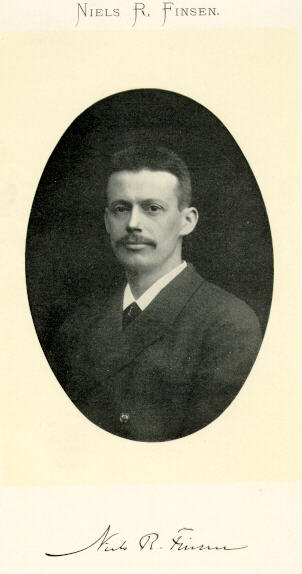
Н. Р. Финзен

На Фарерах имеется собственный университет в Торсхавне.
Университет Фарер был создан в 1965 г. стараниями Фарерского научного общества (существует с 1952 г.) и включает в себя три факультета: Фарерского языка и литературы, Науки и технологии, Истории и социальных наук. Университет готовит магистров и бакалавров наук. В университете обучается всего 142 студента. Бюджет университета составляет 19 миллионов датских крон в год.
Наиболее известными представителями научного мира Фарер являлись:
- Нильс Рюберг-Финсен — выдающийся физиолог и врач, лауреат Нобелевской премии;
- Венцеслаус-Ульрик Хаммерсхаимб (Venceslaus Ulricus Hammershaimb) — известный филолог, создатель современной орфографии фарерского языка;
- Суймун ав Скари (Símun av Skarði) — фарерский педагог, основатель Фарерской народной школы;
- Йенс-Кристиан Свабо (Jens Christian Svabo) — фарерский лингвист и этнограф.

В настоящее время проводятся активные геолого-разведочные исследования на шельфе Северного моря.
Предметом исследований фарерских и зарубежных учёных является экосистема Фарер, а также отдельные виды животных и растений этого региона.

### СМИ
На Фарерских островах существует государственная вещательная организация — «Фарерское радио» («Kringvarp Føroya»).

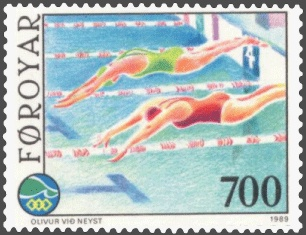
Фарерская почтовая марка. Плавание (прыжок в воду с тумбы)

### Спорт
Фареры представлены на международных соревнованиях командами по футболу, гандболу и волейболу; Фареры также выставляют свою сборную на шахматные Олимпиады..
С 1988 года Фареры являются членом ФИФА, с 1990 — УЕФА.
C 1942 г. разыгрывается чемпионат Фарер по футболу. С 1955 г. разыгрывается Кубок Фарер по футболу.
Спортсмены Фарер принимали участие в крупных международных соревнованиях по плаванию и гребле. На любительском уровне развивается лёгкая атлетика, плавание, другие виды спорта.

## Галерея

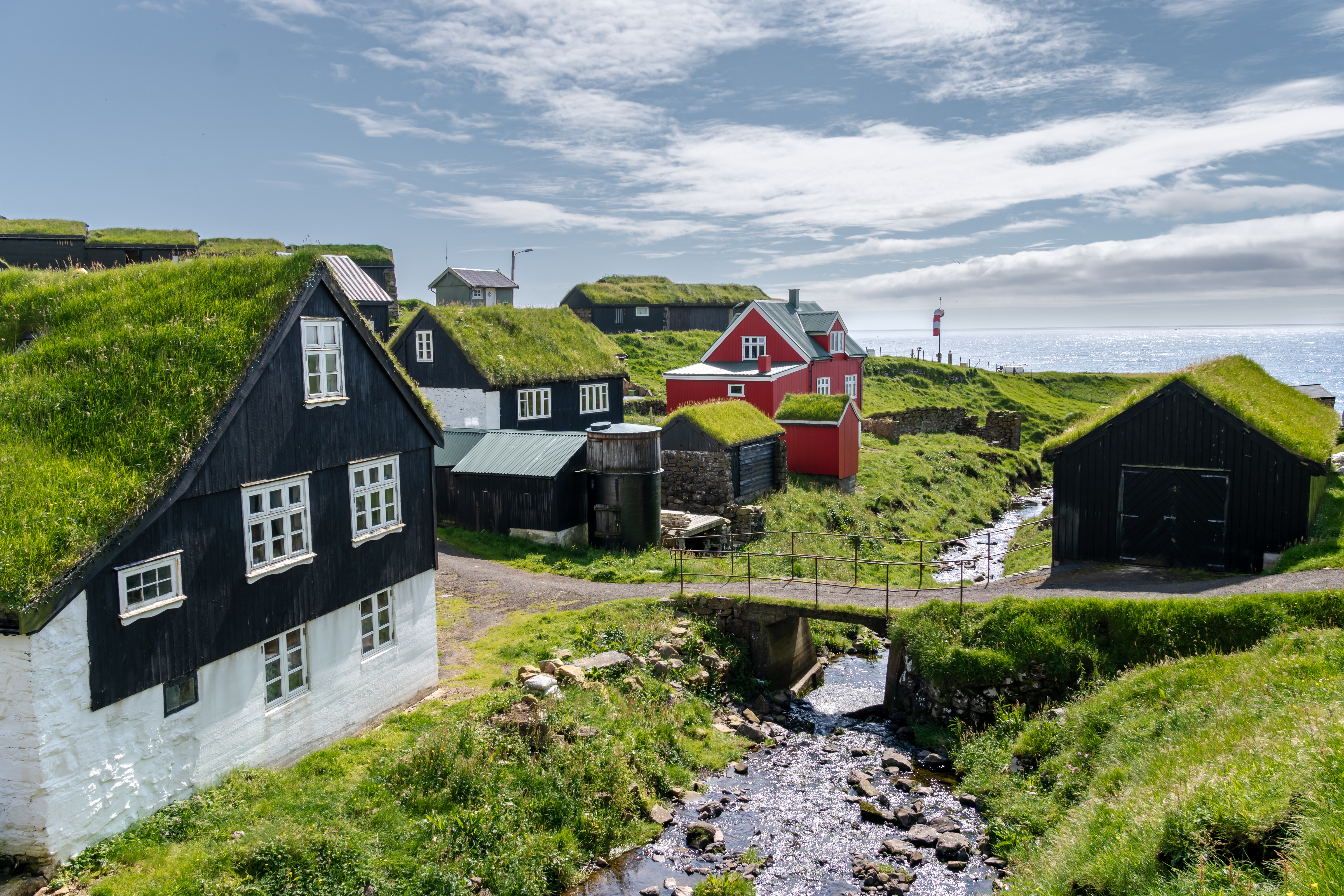
Поселение
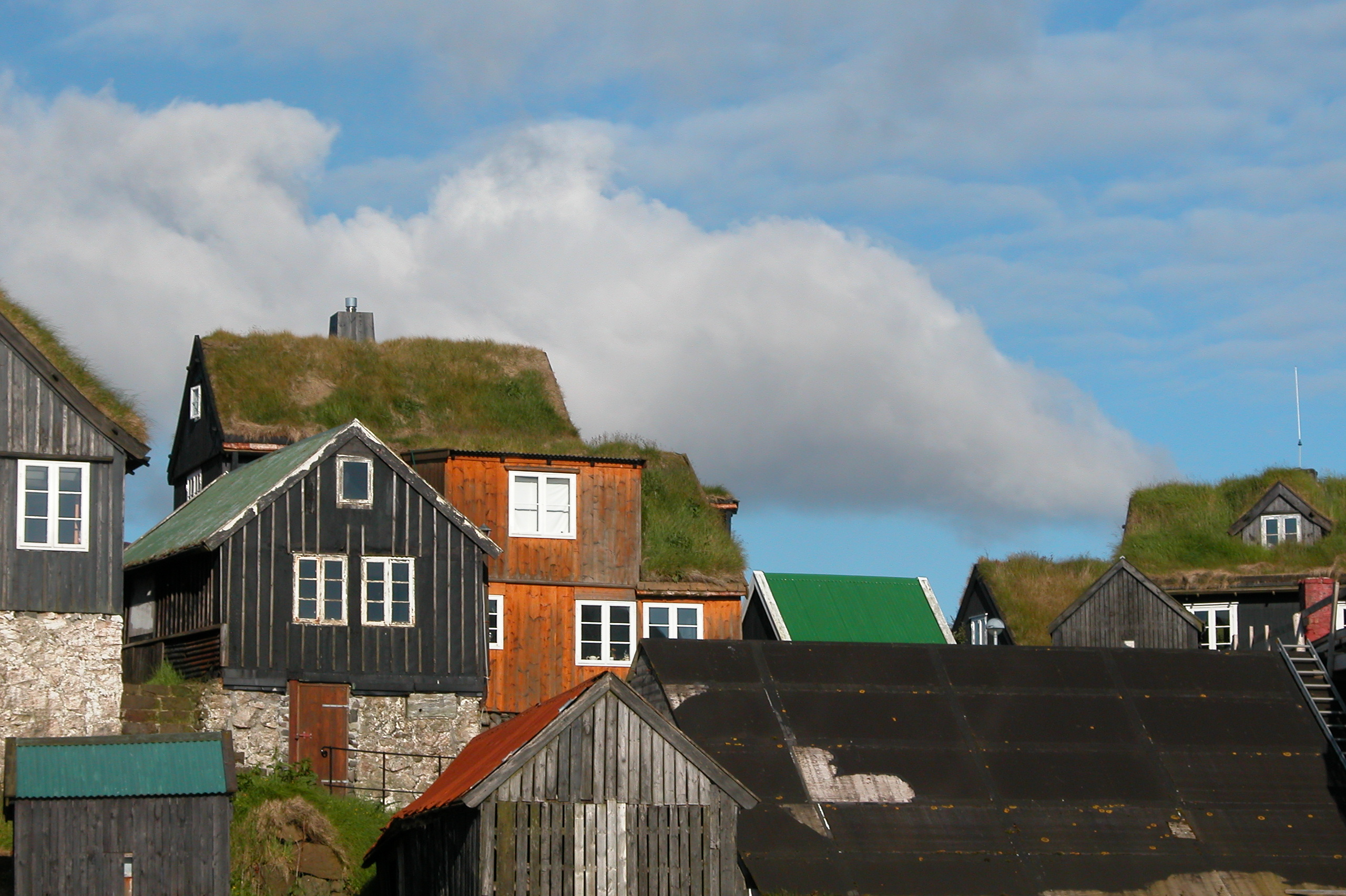
Старинные дома в г. Торсхавн
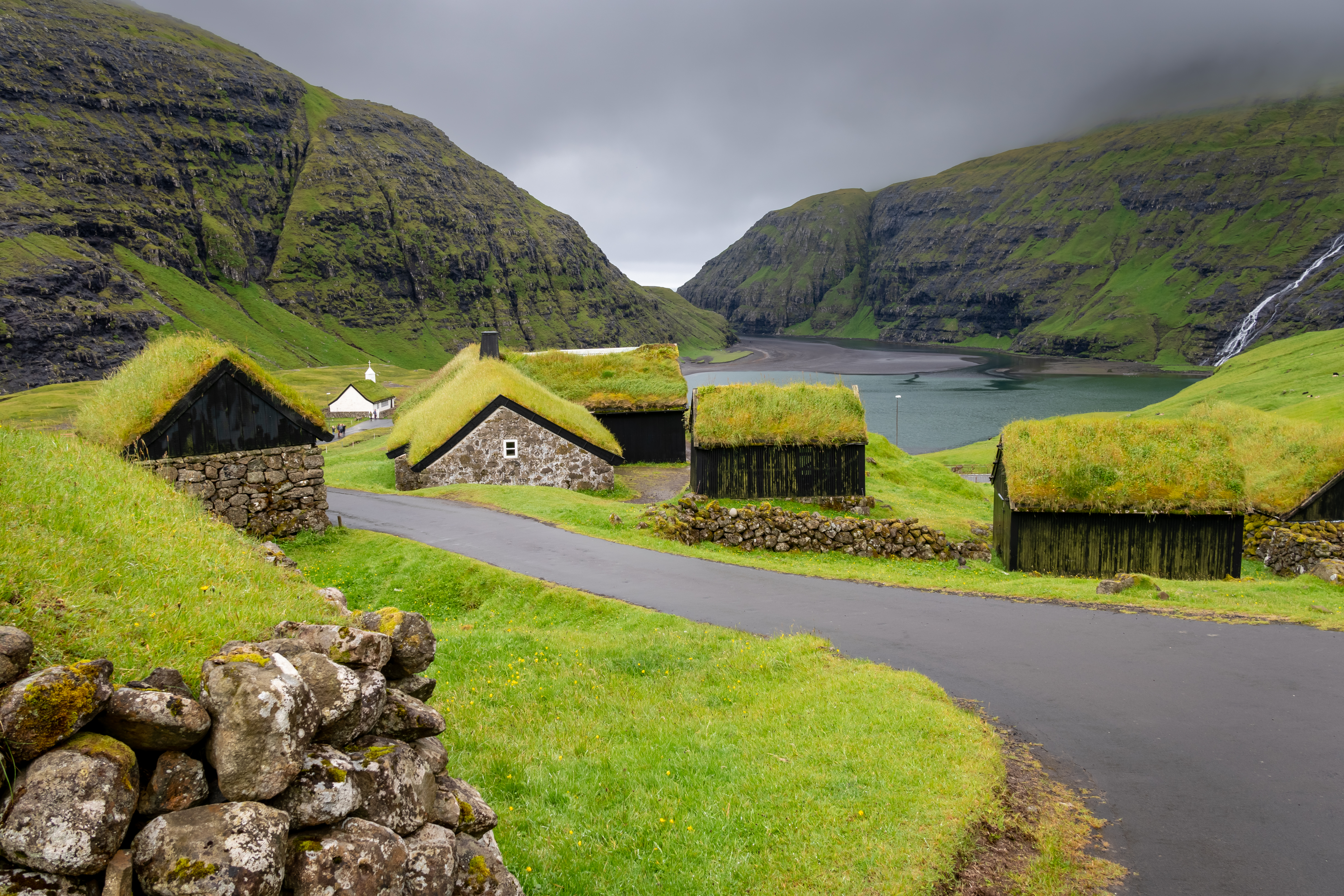
Дома с дерновыми крышами
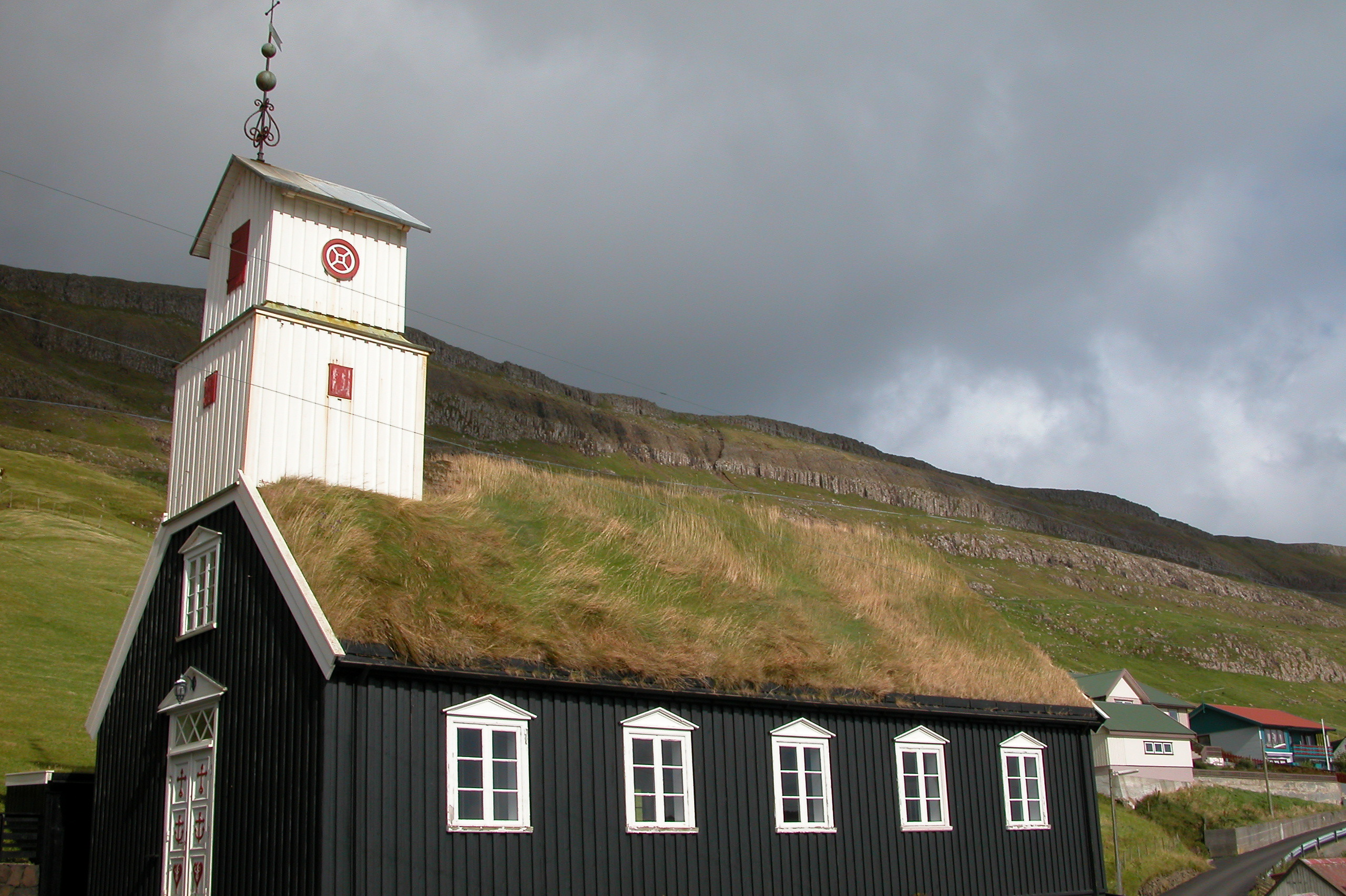
Церковь в селении Хов, о. Суури
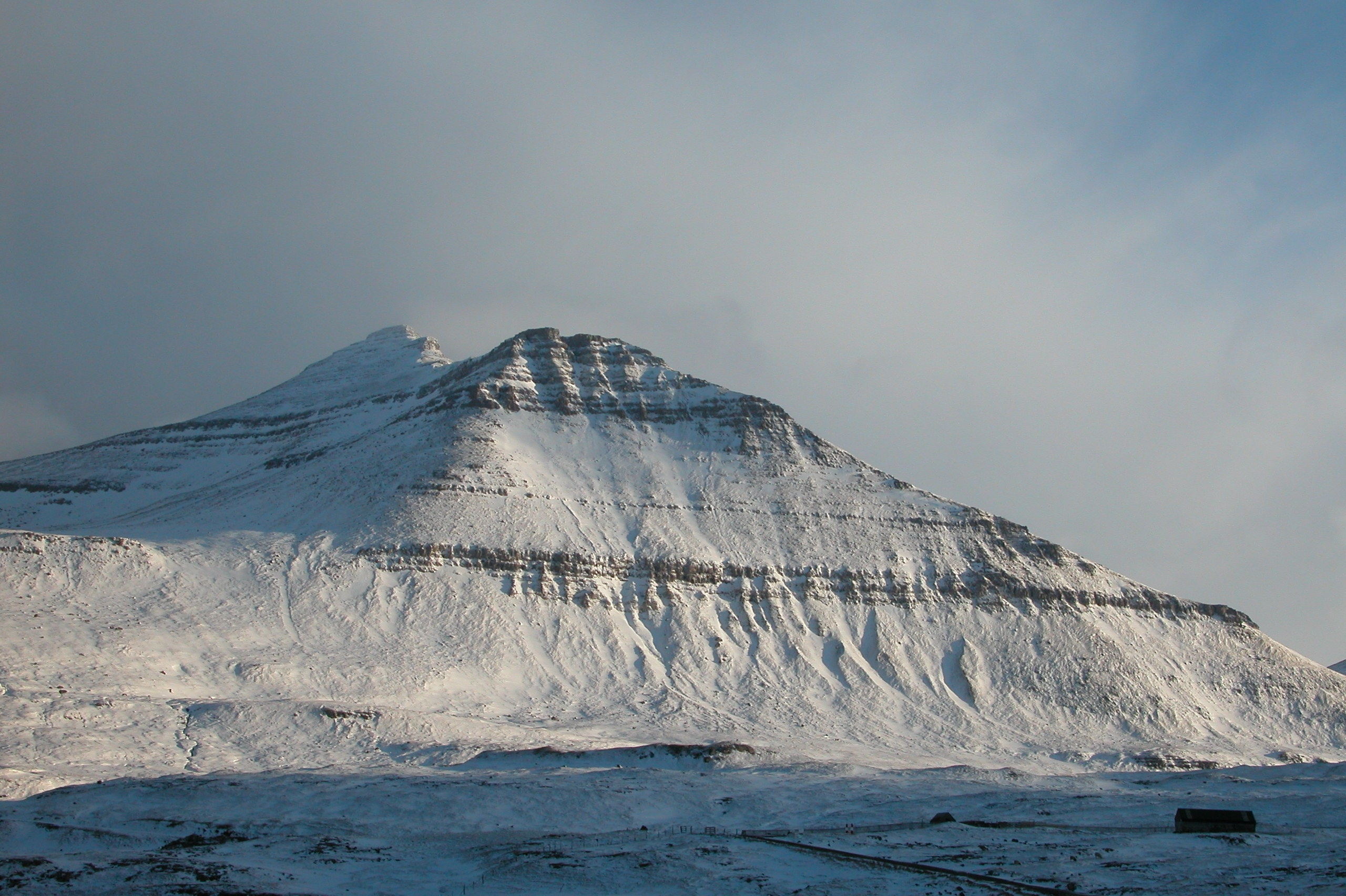
Гора Слаттаратиндур
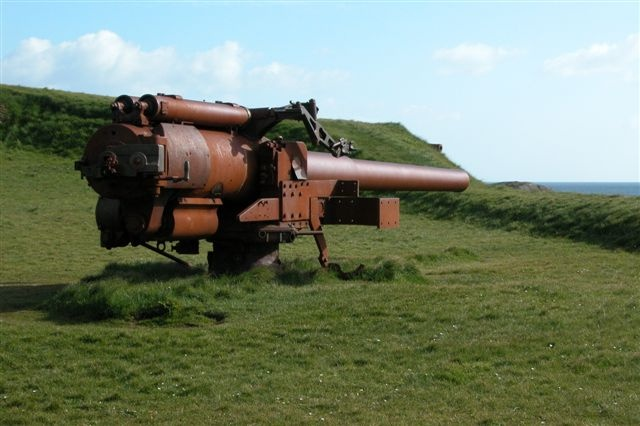
Британское орудие времён Второй мировой войны на Фарерах
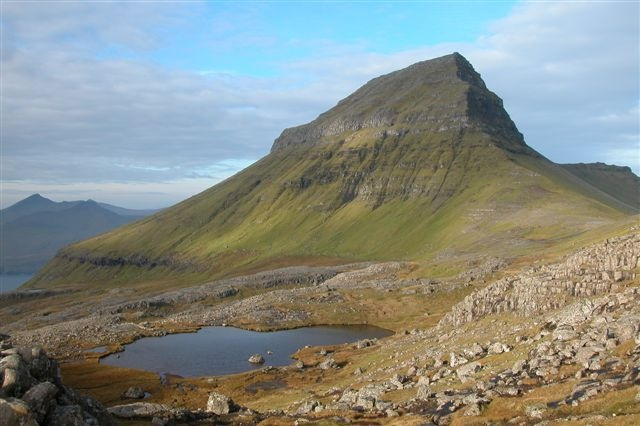
Горы на Фарерах
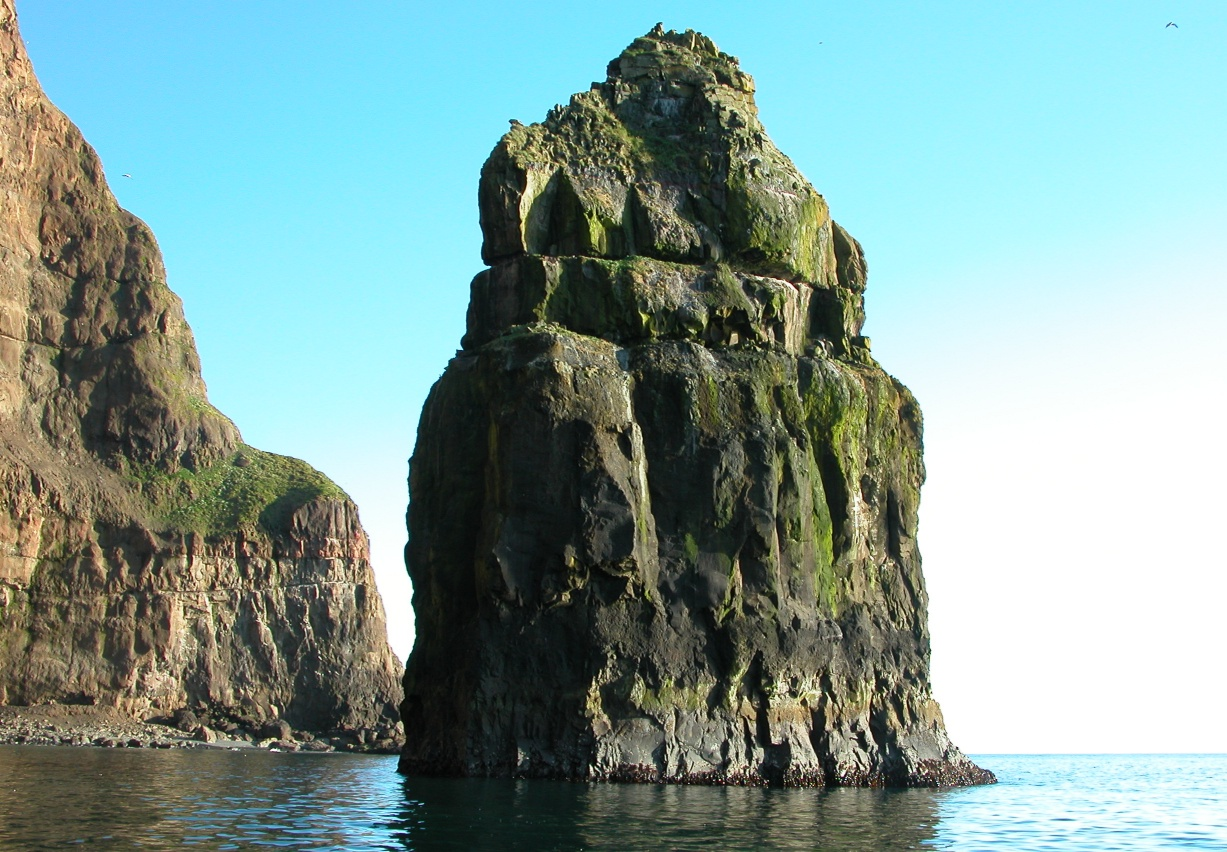
Морская скала близ о.Суури
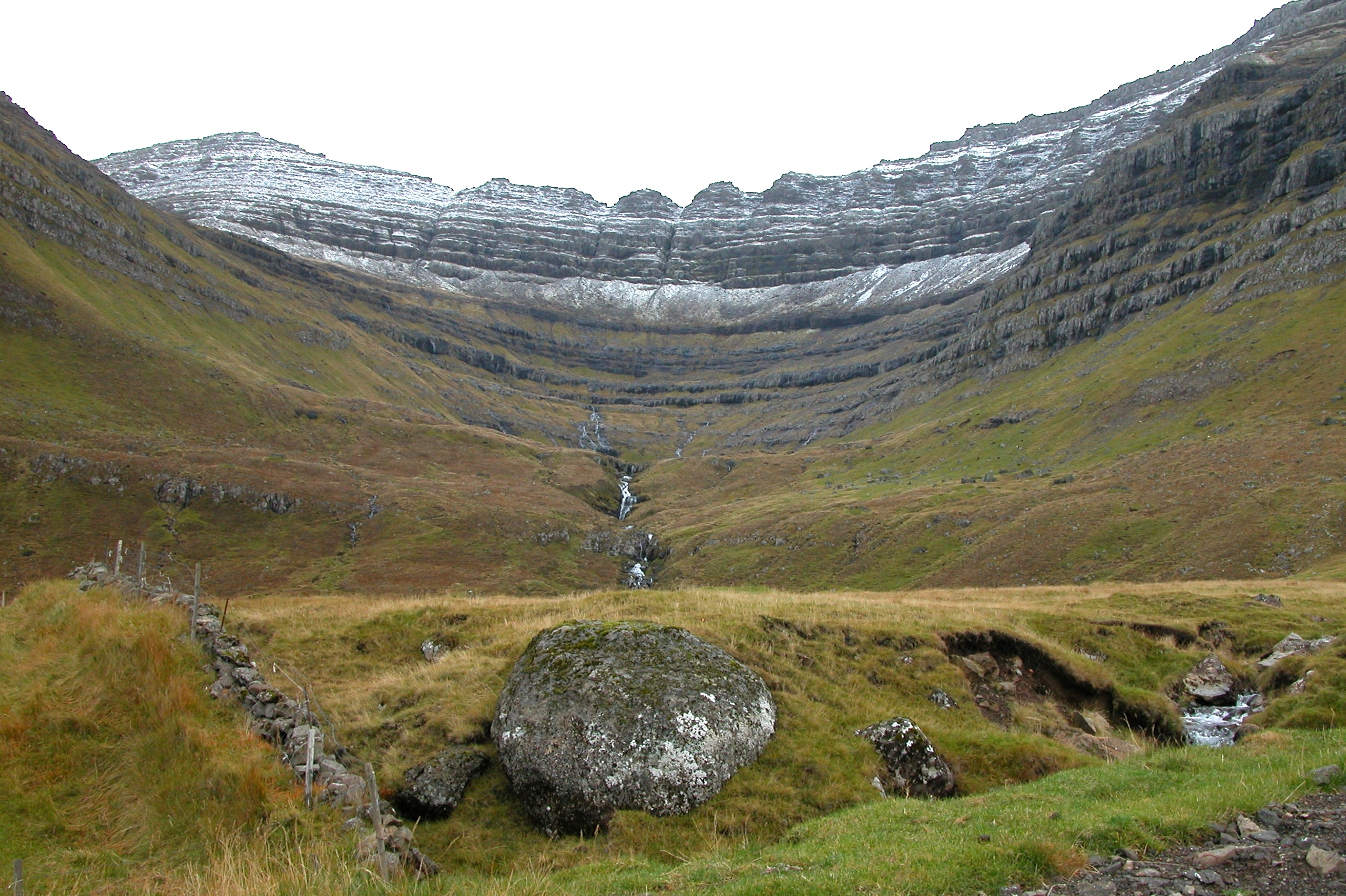
Долины на о. Куной